# ピネラス郡 (フロリダ州)
ピネラス郡（英: Pinellas County）は、アメリカ合衆国フロリダ州のフロリダ半島メキシコ湾岸に位置する郡である。人口は95万9107人（2020年）。郡庁所在地はクリアウォーターであり、同郡で人口最大の都市はセントピーターズバーグである。
ピネラス郡はヘルナンド郡、ヒルズボロ郡、パスコ郡と共に、タンパ・セントピーターズバーグ・クリアウォーター都市圏を構成しており、またさらに南のマナティ郡とサラソータ郡、北のシトラス郡、東のポーク郡と共にタンパ湾地域と呼ばれることも多い。

## 歴史

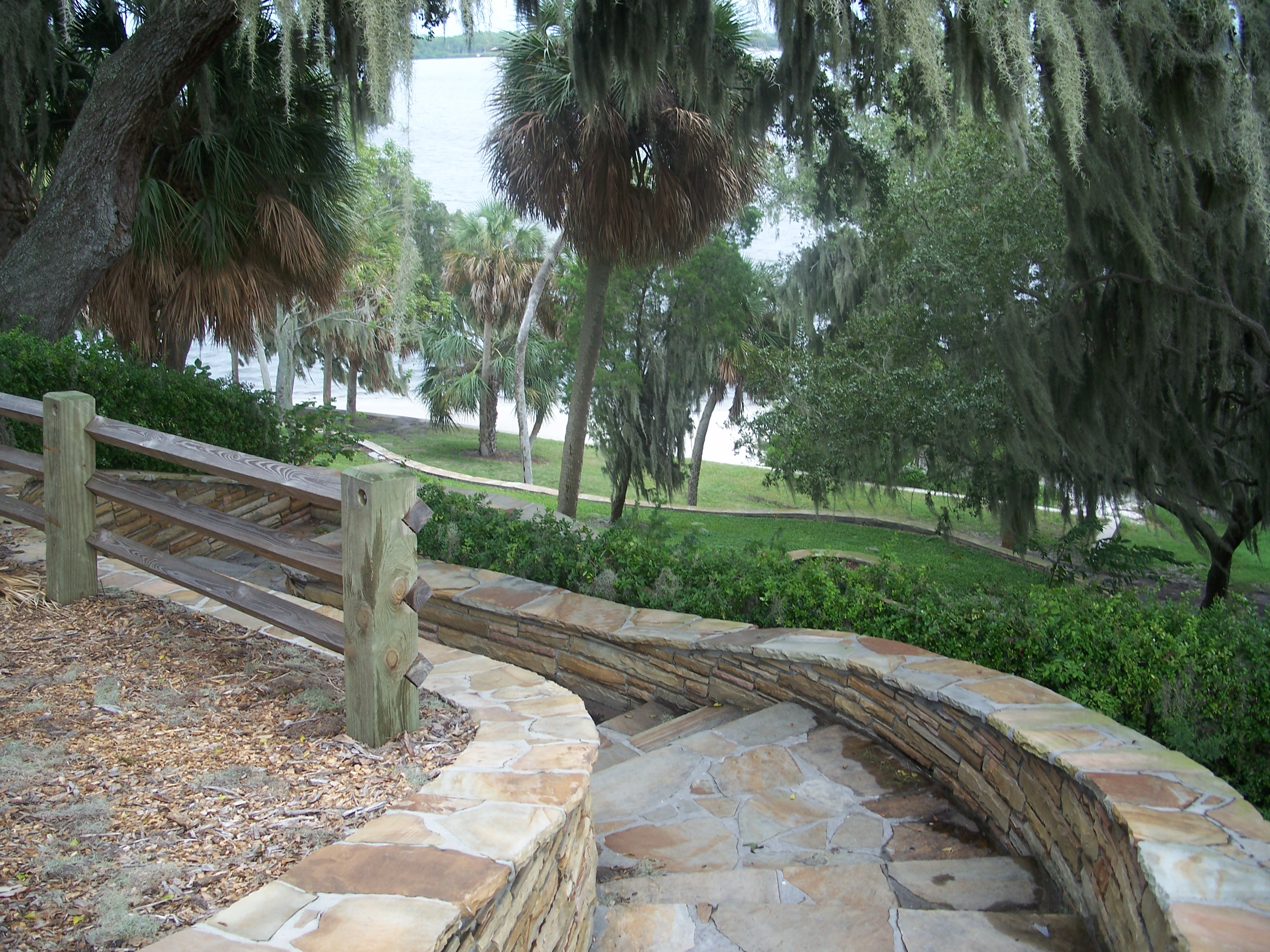
フィリップ公園のトコバガ・マウンド頂上からの眺め

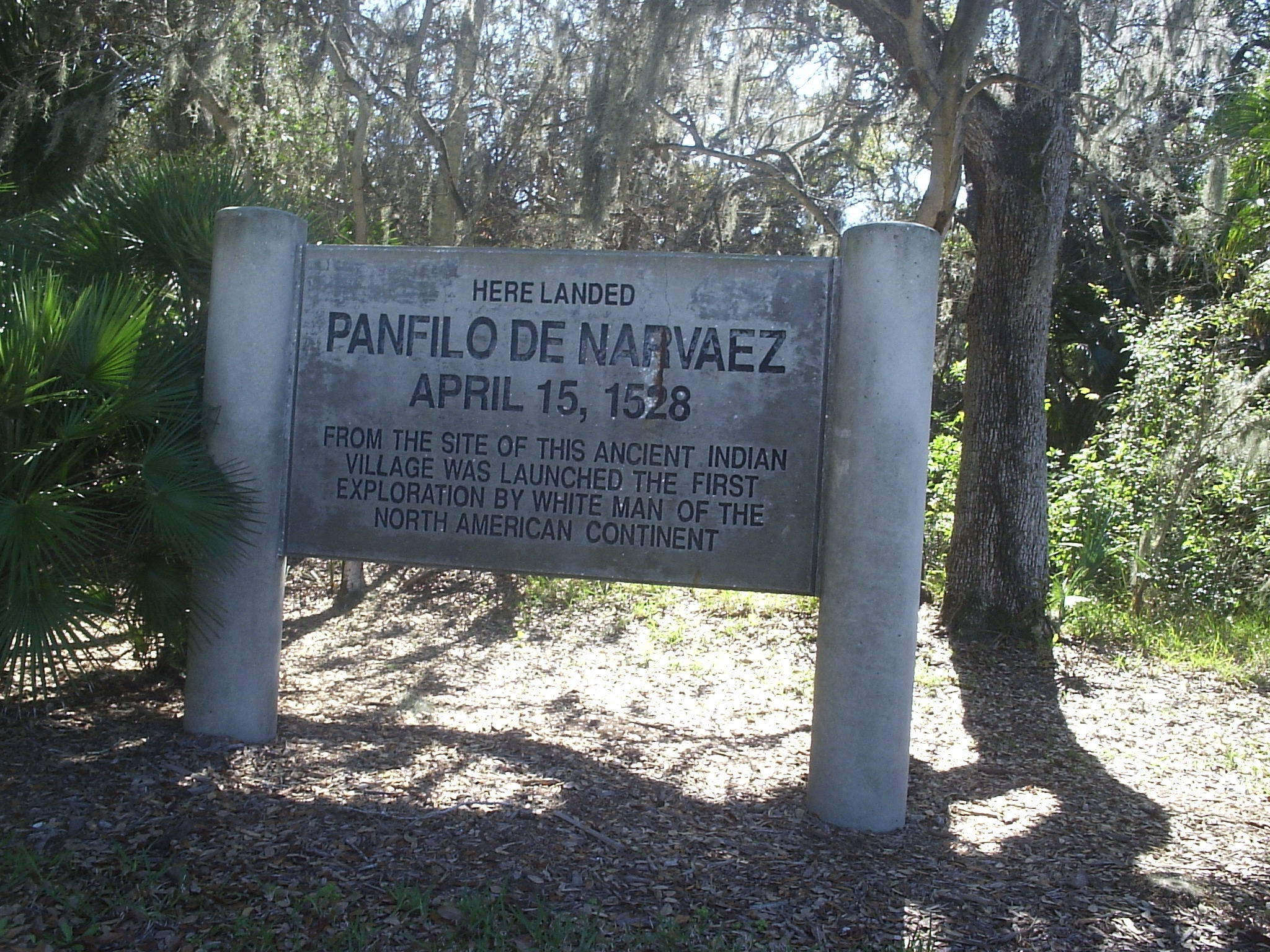
1528年ナラバエス上陸点を示す看板、セントピーターズバーグのジャングル・パラダ

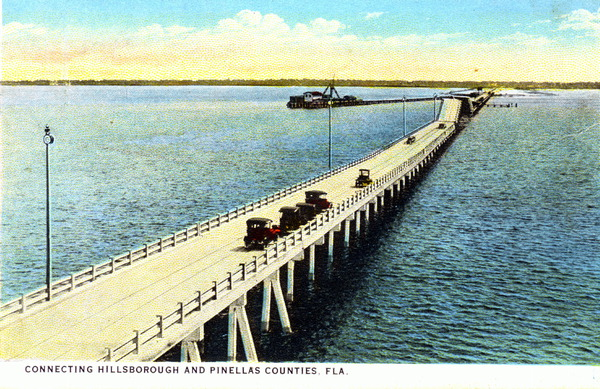
ガンディ橋の架橋

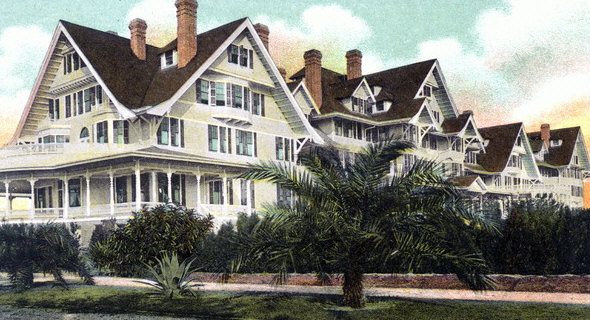
ベルビュー・ビルトモア・ホテル、ヘンリ・プラントが建築

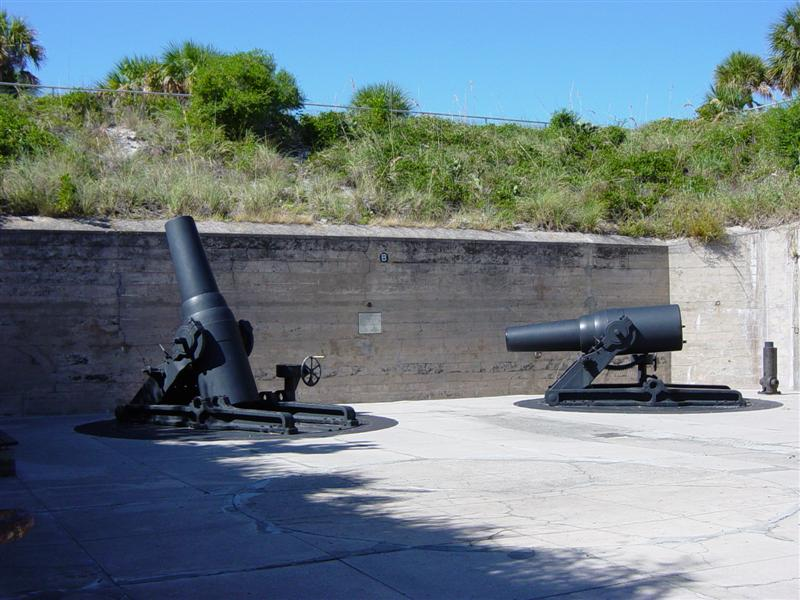
デソト砦の砲台と大砲

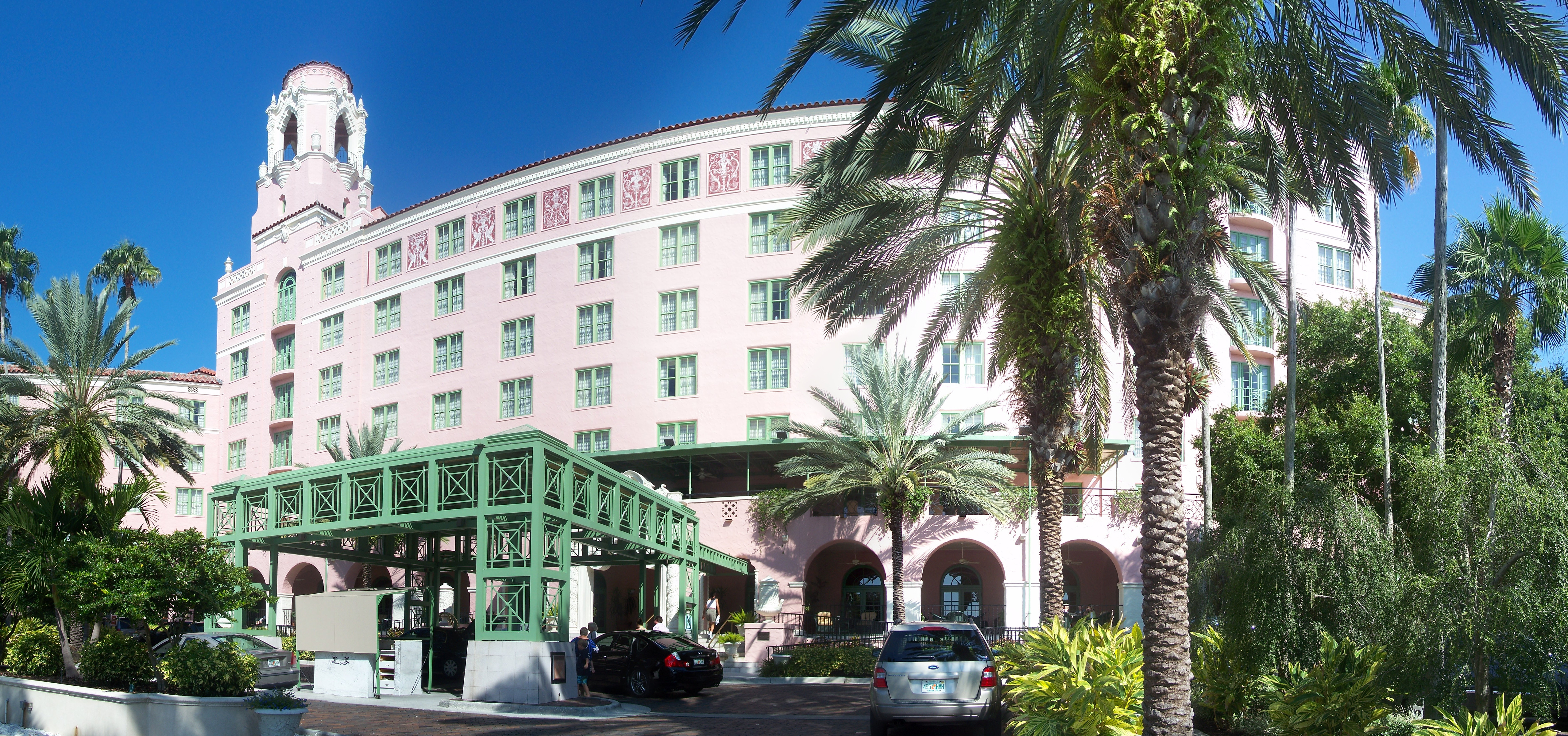
ルネッサンス・ビノイ・ホテル

### ヨーロッパ人による接触以前
ヨーロッパ人による探検と入植が行われる以前、ピネラス半島にはトコバガ族インディアンが住んでおり、現在のセイフティハーバーのある湾を見下ろす町と大きな儀式用マウンドを建設した。現在この場所は郡が保護しており、フィリップ公園の一部として観光客が訪れることができる。

### スペイン領フロリダとイギリス領フロリダ
16世紀、スペインの探検家達がタンパ湾を含むフロリダを発見し、緩っくりと探検を始めた。1528年、パンフィロ・デ・ナルバエスがピネラスに上陸した。その10年後にはエルナンド・デ・ソトがタンパ湾を探検したと考えられている。18世紀初めまでにトコバガ族は、免疫のなかったヨーロッパ由来の伝染病や、ヨーロッパ諸国の紛争の影響を受けて、事実上絶滅していた。その後スペイン人探検家がこの地域を「プンタ・ピニャル」（松の岬）と名付けた。この地域はイギリス帝国とスペイン帝国の間で何度か領有権が移動した後、最後は1821年にスペインがアメリカ合衆国に割譲し、1823年にはアメリカ陸軍がブルック砦（後のタンパ市）を設立した。

### 西ヒルズボロの開拓
1834年、ピネラス半島（当時は「西ヒルズボロ」と呼ばれていた）を含むフロリダの西中部が、ヒルズボロ郡として組織化された。その翌年、オデット・フィリップがセイフティハーバーのトコバガ族集落があった地近くに家屋を建て、この半島では非インディアンとして初の恒久的開拓者となった。フロリダに柑橘類の栽培と葉巻作りを持ち込んだのはフィリップである。
同じ頃、アメリカ陸軍がハリソン砦の建設を始め、ウィリアム・ハリソンに因んで命名した。第二次セミノール戦争の時は、近くのブルック砦の兵士が休息する基地となった。この新しい砦はクリアウォーター港を見下ろす崖の上にあり、そこは20世紀初期にハーバーオークスという住宅地の一部になった（現在は歴史保存地区）。アルフレッド・C・ワイルがその敷地に水泳プールを掘っていて、地下の弾薬貯蔵庫を発見した後、南フロリダ大学の考古学者達が1977年にこの地を発掘した。クリアウォーターは後に半島では最初の組織化された町となり、最初に郵便局が建てられた場所になった。
1842年に成立した武装占領法によってフロリダの各地と同様にピネラスにも入植が進み、武器を携行し、土地を耕す者なら誰にでも160エーカー (0.65 km2) の土地が提供された。その後ブース、コーチマン、マクマレンなど開拓者家族がこの地域に農園を開き、柑橘類の木を植え、牛を育てた。南北戦争の時代は、多くの住民がアメリカ連合国のために闘った。ジェイムズとダニエルのマクマレン兄弟はカウ騎兵隊の一員となり、戦争遂行を助けるためにフロリダの牛を追って、ジョージア州や両カロライナ州まで届けた。他にも多くの住民がそれぞれの役割で関わった。この戦争でピネラス半島では戦闘も起こらず、大過なく過ぎていった。
1887年、ターポンスプリングスが西ヒルズボロでは最初の法人化都市となり、1888年にはオレンジベルト鉄道が半島の南部まで延伸された。鉄道所有者のピーター・ディメンズが終着駅の近くに成長した町に、ロシアの故郷に因んでセントピーターズバーグと名付けた。この町は1892年に法人化された。この時期に法人化された町として他に、クリアウォーター（1891年）、ダニディン（1899年）、ラーゴ（1905年）があった。
米西戦争中の1898年、タンパ湾の湾口に望むミュレットキーで、デソト砦の建設が始まり、敵からの侵略に備えてタンパ湾を守ることとした。この砦は、隣接するエグモントキー（やはりタンパ湾口にある）のデイド砦の支所であり、大砲と迫撃砲の砲台を備えた。

### ピネラス郡の設立
20世紀に入っても西ヒルズボロには舗装された道路も無く、交通がおおきな問題だった。湾を渡ってタンパ市にある郡庁所在地に行くとすると2日掛かりのことになり、当時半島にあった自動車は、大雨の後のぬかるみで動けなくなることが多かった。ピネラスの住民は、郡政府から無視されていると怒り、ヒルズボロ郡からの分離を働きかけ始めた。これが成功して、1912年1月1日、ピネラス郡が設立された。半島部と本土の小部分が新しい郡の領域になった。

### 土地ブームと禁酒時代
1914年1月1日、セントピーターズバーグとタンパの間で、セントピーターズバーグ・タンパ・エアボート・ラインが設定した世界初の定期商業便をトニー・ジャヌスが飛ばし、地域の航空史が始まった。セントピーターズバーグの屋外コンサート会場ジャヌス・ランディングはこの飛行を記念するものである。
1920年代初期には、ピネラスを含むフロリダ州の大半で土地ブームが始まった。この期間に自治体は道路や橋など必要とされるインフラを建設するために大量の債券を発行した。1924年にジャヌスの飛行機が飛んだ経路にガンディ橋が開通し、タンパ市への移動距離は半分以下となった（69kmから30km）。当時は世界最長の自動車用有料橋だった。
この地域では禁酒法が不人気であり、地域に無数にある入り江や島は、キューバから持ち込まれる密輸酒の隠し場所になった。まだ豊富にあった樹木を使って密造酒を作る者もいた。

### 世界恐慌と第二次世界大戦
1926年に不動産ブームがはじけ、フロリダ州の大半と同様にピネラスには世界恐慌の影響が早く訪れた。地元経済は深刻な状況となり、1930年にはセントピーターズバーグ市が不渡りを出した。第二次世界大戦の終戦を迎えて、そこそこの成長が戻ってきた。戦中は観光業が崩壊していたが、アメリカ軍がこの地域を訓練用に使うと決め、数多くの新兵が地域に入ってきた。ルネッサンス・ビノイ・ホテルがアメリカ陸軍の訓練校として使われた。地域の婦女子も戦争遂行努力に協力した。地域で著名な家族の女子数百人が「ボム・ア・ディアーズ」という組織を結成し、新兵に特化したダンスパーティを開催して戦争債券を販売した。戦後、これら兵士の多くがピネラスでの体験を覚えており、観光客としてあるいは住人として地域に戻ってきた。

### 近代
第二次世界大戦が終わると、ピネラスは新たな急成長と発展の時代に入った。1954年、サンシャイン・スカイウェイ橋の最初のものが開通し、それまでの渡し船に置き換わった。1957年にはクリアウォーター市が、全米一の成長速度を誇る都市になった。
1980年5月9日の嵐の中で、貨物船サミット・ベンチャーがサンシャイン・スカイウェイ橋の南行き橋桁に衝突し、1,200フィート（366 m)　以上の橋桁がタンパ湾に落ちた。この衝突で10台の自動車と1台のグレイハウンドバスが150フィート (46 m) 下の海面に墜落し、35人が死亡した。新橋は1987年に開通し、「トラベル・チャネル」に拠れば、世界の「橋10傑」で第3位に挙げられ続けている。
ピネラス郡は歴史遺産村と呼ぶ広さ21エーカー (84,000 m2) の生きている歴史博物館を運営しており、その中には28以上の歴史的建造物を包含し、その幾つかは19世紀に遡るものである。入館者はピネラスでの過去の生活を振り返ることができる。
2012年1月1日、ピネラス郡は郡創設100周年を祝った。

## 地理

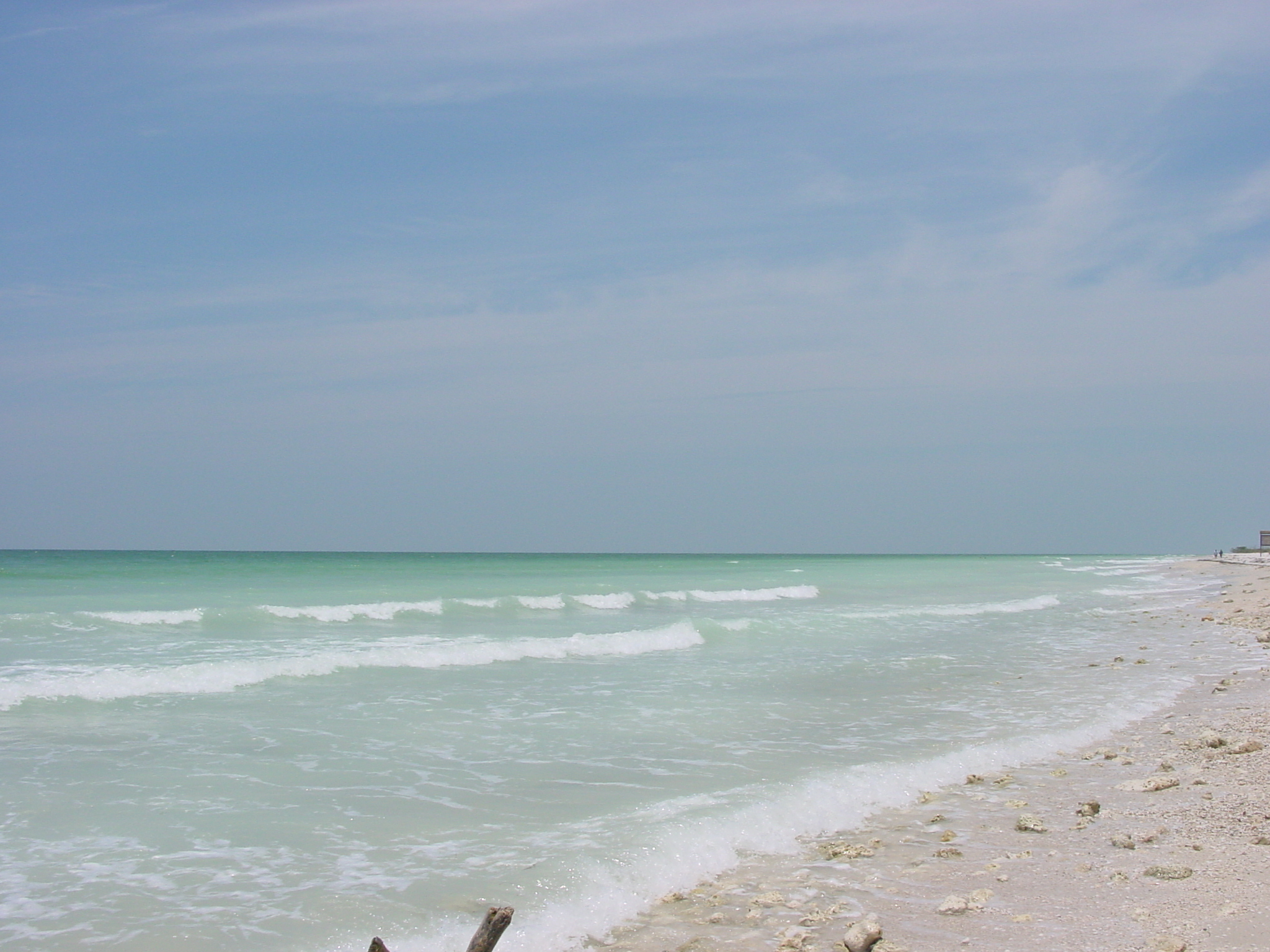
ダニディン近くのハニムーン島州立公園、バリアー島の1つ
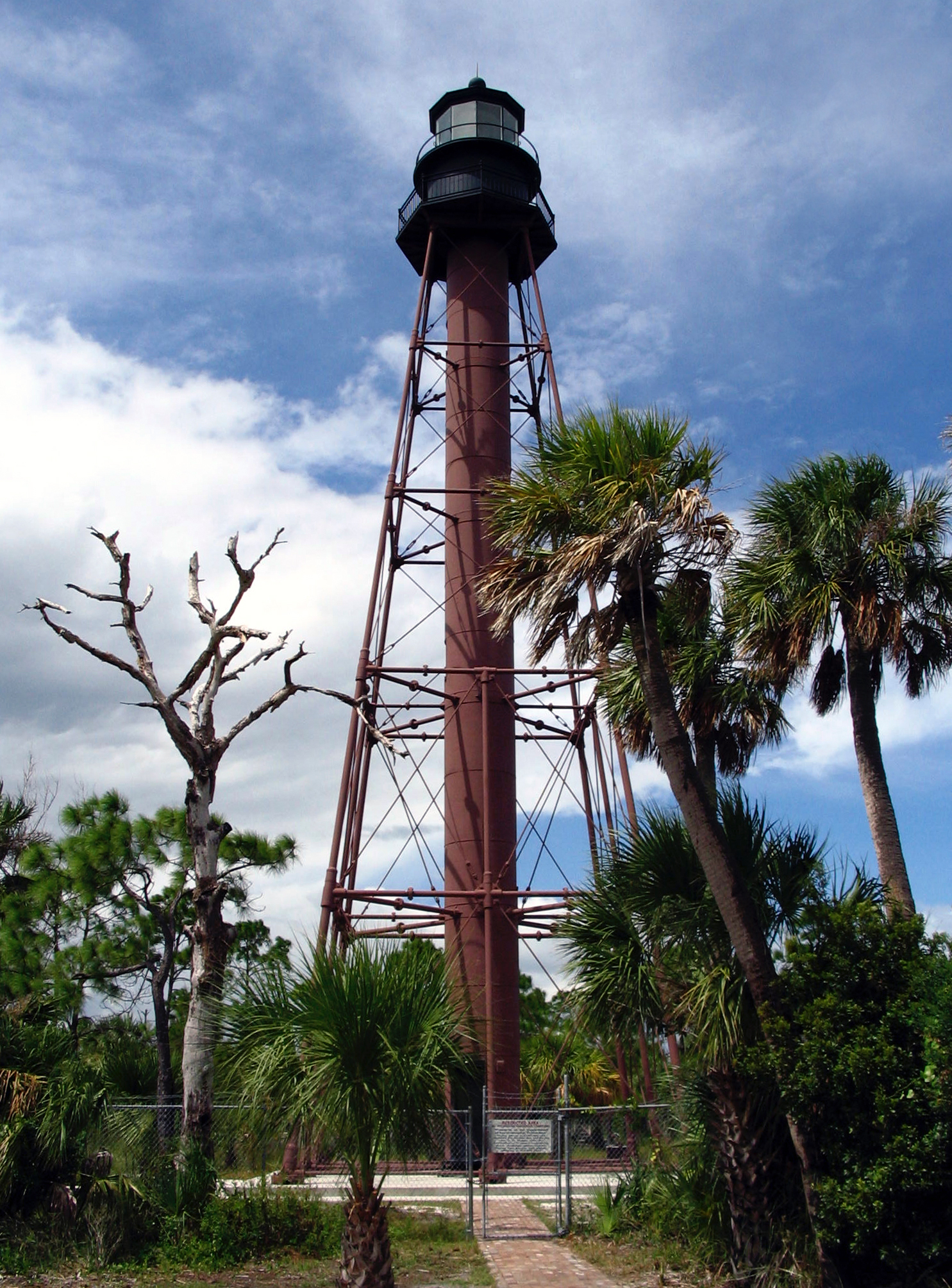
アンクロートキー灯台
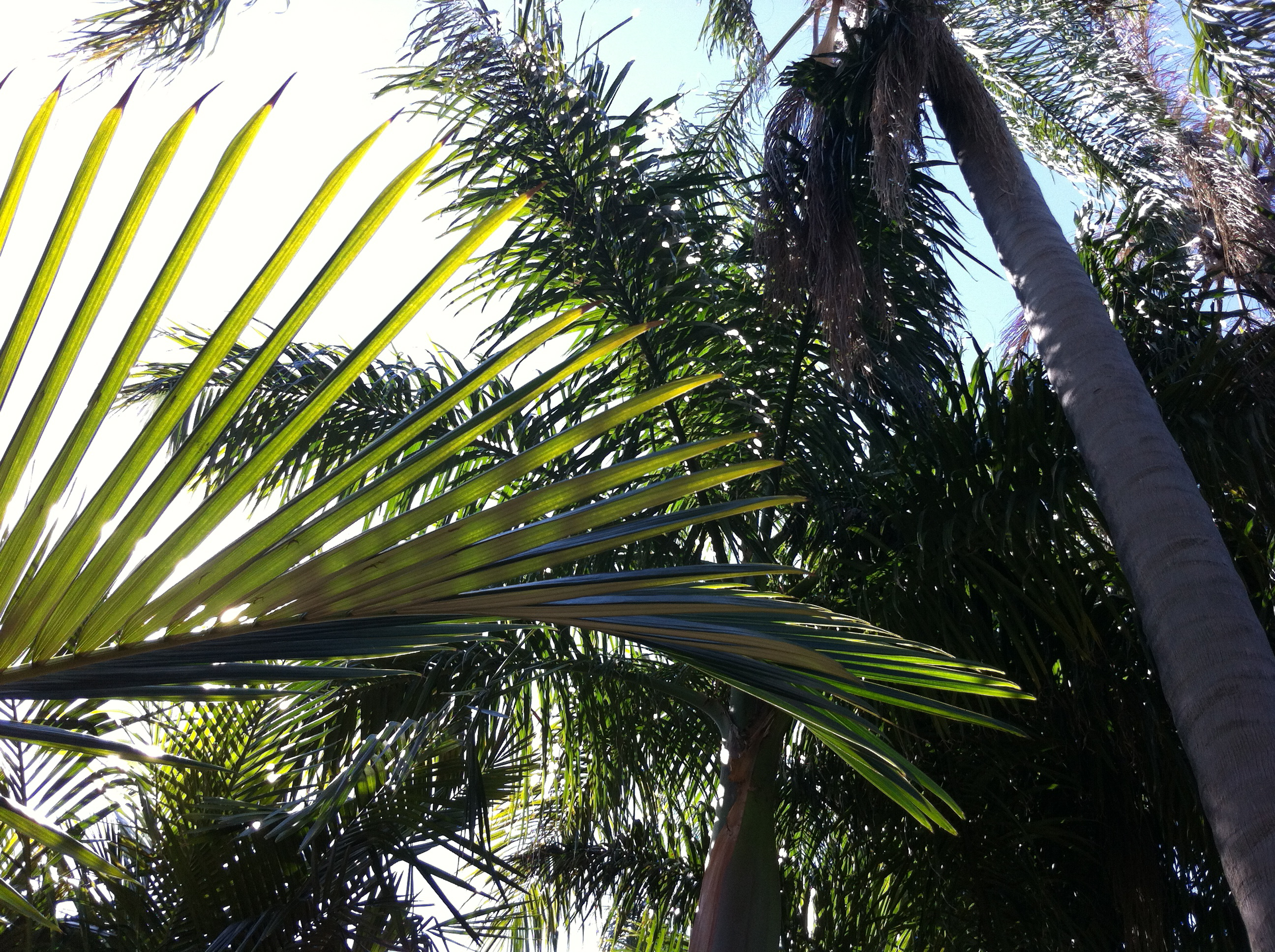
セントピーターズバーグにあるギゼラ・コプシック椰子樹木園

アメリカ合衆国国勢調査局に拠れば、郡域全面積は607.67平方マイル (1,573.9 km2)であり、このうち陸地279.92平方マイル (725.0 km2)、水域は327.75平方マイル (848.9 km2)で水域率は53.94%である。ピネラス半島は長さ61km、最大幅24kmあり、海岸線の総延長は939kmである。

### 交通

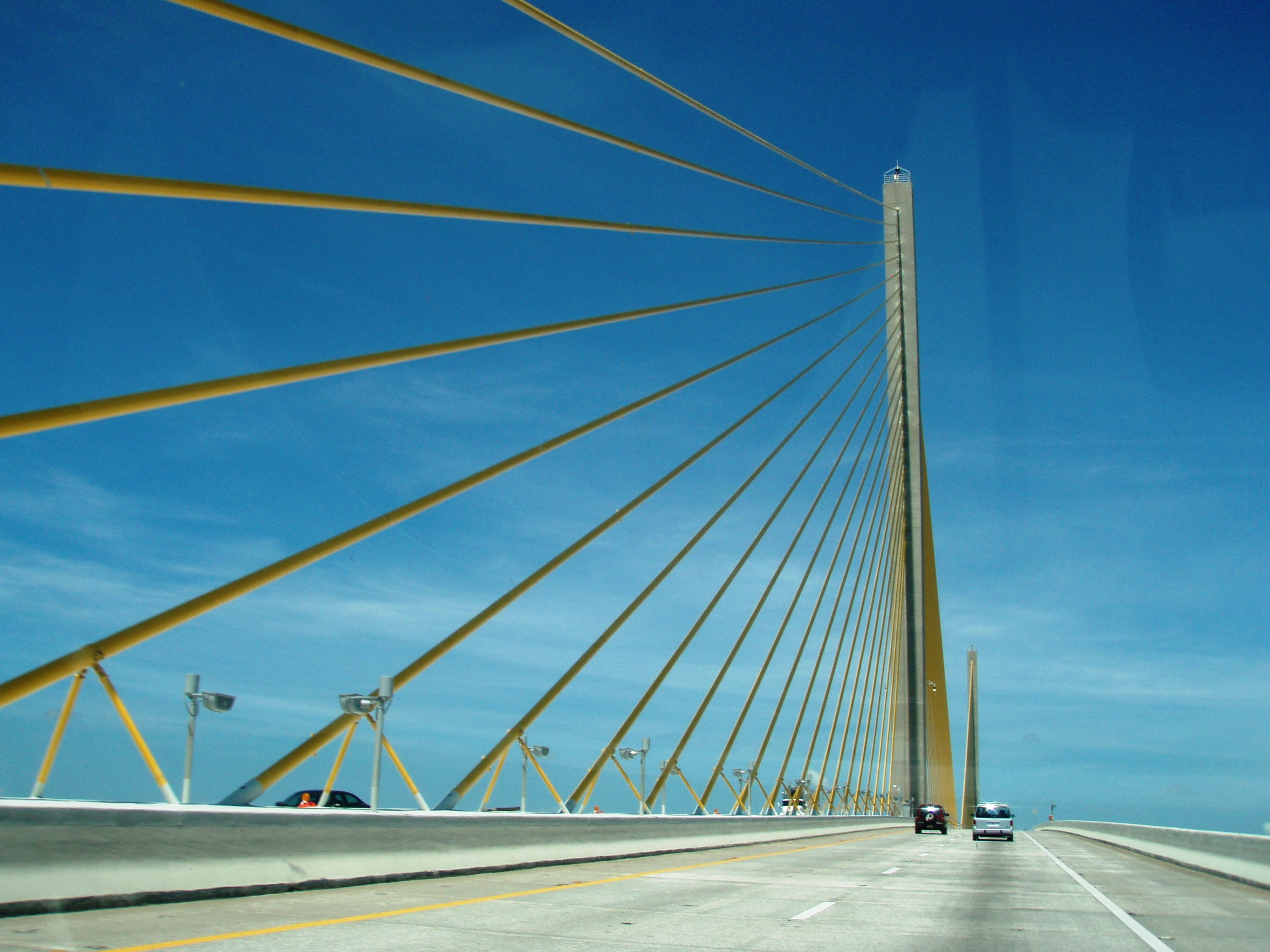
サンシャイン・スカイウェイ橋

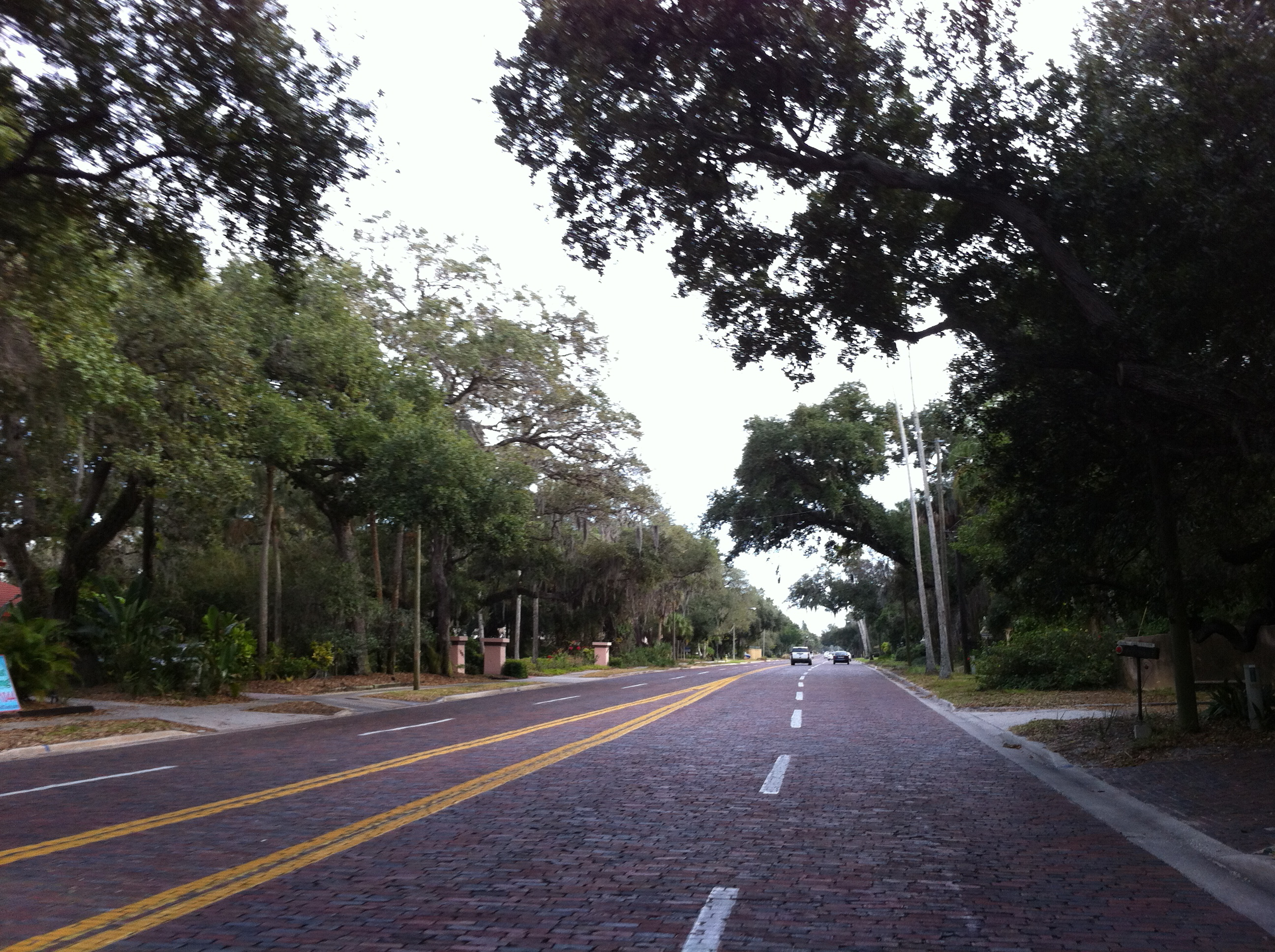
セントピーターズバーグ市内ジャングルプラダ地区にある煉瓦舗装のパーク通り

#### 主要高規格道路

##### 南北方向路
- 州間高速道路275号線、セントピーターズバーグ市を通り、サンシャイン・スカイウェイ橋を経て南のマナティ郡とを繋ぎ、またハワード・フランクランド橋を経て北東のタンパ市とを繋ぐ。東西方向の州間高速道路175号線と同375号線の支線2本がセントピーターズバーグ中心街への出入りに使われている

- アメリカ国道19号線、郡中心を抜ける南北の幹線道、サンシャイン・スカイウェイ橋から北にセントピーターズバーグ市内（34番通り）を抜け、クリアウォーター市を通り、北のパスコ郡に入る。
- アメリカ国道92号線、セントピーターズバーグ市の4番通りとして北に向かい、ガンディ・ブールバードとガンディ橋を経て、タンパ市南部を繋ぐ。
- 郡道611号線、郡の全長にわたって続いており、49番通り、ベイサイド橋、マクマレン・ブース道路、イーストレイク道路を通る travels the
- 66番通り（州道693号線）、セントピーターズバーグ市内とピネラス公園を通り、ラーゴで国道19号線に合流する
- 郡道1号線、郡のほぼ全長にわたって続いており、パーク通り、スターキー道路、キーン道路を通る
- アメリカ国道19号線代替路、元国道19号線の1部、セントピーターズバーグから郡西部に向かい、メキシコ湾岸を北上してパスコ郡に至る
- ガルフ・ブールバード（州道699号線）、セントピート・ビーチとクリアウォーター・ビーチの間のバリア諸島を繋ぐ

##### 東西方向路
- セントラル・アベニュー、セントピーターズバーグ市内の東西方向幹線道、タンパ湾岸の中心街からメキシコ湾岸のトレジャーアイランドを繋ぐ
- パーク・ブールバード（州道694号線）、郡中央を通り、メキシコ湾岸のインディアンショアーズからセミノールとピネラスパークを通り、ガンディ・ブールバードとなり、ガンディ橋を経由してタンパ市南部に至る
- アルマートン道路（州道688号線）、郡中央を通り、メキシコ湾岸のインディアンロックス・ビーチからラーゴを通ってセントピーターズバーグ市北東部に入り、州間高速道路275号線に合流して、ハワード・フランクランド橋からタンパ市に至る|
- イーストベイ・ドライブ/ルーズベルト・ブールバード（州道686号線）、メキシコ湾岸のベルエア・ビーチからラーゴを通って郡東部に抜ける
- 州道60号線/ガルフ・トゥ・ベイ・ブールバード、クリアウォーター・ビーチからクリアウォーター市内を通り、ヒルズボロ郡とを繋ぐ、コートニー・キャンベル・コーズウェイを介してタンパ国際空港に至る
- 州道580号線、ダネディン中心街とオールズマーを繋ぐ
- タンパ道路（州道584号線）、メキシコ湾岸のオゾナからパームハーバーとオールズマーを抜けヒルズボロ郡に至る

#### 空港

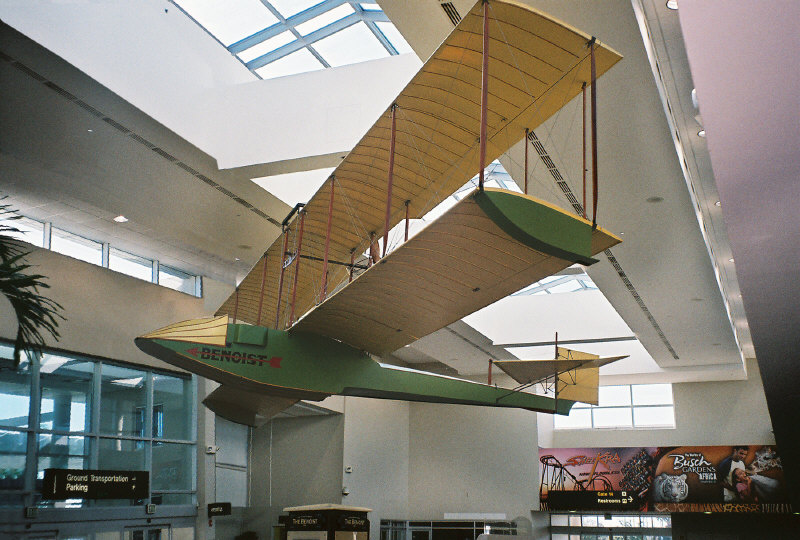
セントピーターズバーグ・クリアウォーター国際空港にあるトニー・ジャヌスが飛ばした飛行機の復元模型

- セントピーターズバーグ・クリアウォーター国際空港
- アルバート・ウィッテド空港
- クリアウォーター・エギュゼクティブ・エアパーク
- タンパ国際空港、タンパ湾の対岸、タンパ市

#### 鉄道
CSXトランスポーテーションが元シーボード・エア・ライン鉄道とアトランティック・コースト・ライン鉄道の支線を運行している。タンパ市北部からセイフティハーバー、クリアウォーター、ラーゴを通り、セントピーターズバーグ中心街と隣接工業地帯を日々繋いでいる。2008年3月時点でセントピーターズバーグ中心街と隣接工業地帯西部の部分は廃線となり撤去された。セントピーターズバーグ中心街の北には小さな操車場がある。昔郡内にあったCSXトランスポーテーション路線の大部分は1980年代と1990年代にピネラス・トレイルに転換された。

#### 大量輸送手段
ピネラス・サンコースト交通公社が205台のバスとトロリーを使い、郡内37路線を運行している。主要な停留所は商業地にある。メキシコ湾岸ではサンコーストビーチ・トロリーを運行している。ハワード・フランクランド橋とガンディ橋を使ってタンパ市中心街に向かう急行線2系統を運行して、ヒルズボロ地域交通のハートラインと接続し、さらにパスコ郡公共交通ともターポンスプリングスで接続している。主要なバスターミナルとして、クリアウォーター中心街とセントピーターズバーグ中心街のものがある。2005年から2006年の会計年度で、11,400,484にの乗客を運んだ。
地域の中核都市であるクリアウォーター市、セントピーターズバーグ市、タンパ市を繋ぐライトレール建設計画が浮上している。この企画はクリアウォーターとセントピーターズバーグ各市市政委員会の承認を得て、その資金として消費税1%の増税が住民投票に掛けられることになっている。

### 隣接する郡
- パスコ郡 - 北
- ヒルズボロ郡 - 東、南
- マナティ郡、タンパ湾口の対岸、南にある。ただし、ヒルズボロ郡が湾への出入り水路とサンシャイン・スカイウェイ橋の中央径間を統制しているので、実質的にマナティ郡との接点は無い

### 地形
ピネラス郡は半島を形成しており、西はメキシコ湾、南と東はタンパ湾になっている。面積ではフロリダ州の郡でユニオン郡に次いで小さい。半島は長さ61km、最大幅24kmあり、海岸線の総延長は939kmである。
郡内の標高は、クリアウォーター市の州道580号線とカントリーサイド・ブールバード交差点近くが110フィート (33 m) で自然の最高地点である。面積が小さく、人口が多いために、21世紀初めには開発余地がなくなり、ほぼ飽和状態になった。かなり大きな公園と保護地の体系を維持しており、半島の初めの状態を一瞥できるようになっている。
地質的には、ホーソーン石灰岩層とタンパ石灰岩層など石灰岩層の上にある。石灰岩は多孔質であり、多量の水を蓄積できる。ホーソーン石灰岩層がダンディンの東からウォルシンガムの南まで、および東はセントピーターズバーグに向かって、郡内の尾根部を形成している。
11のバリア諸島を作る長さ56kmの海浜と砂丘が海岸性動植物の生息環境となり、内陸の町にとっては重要な防風帯となり、また隆盛する観光業の基盤になっている。波が島を大きくしたり浸食したりしており、また長い時間をかけて新しい島を作ることもあって、動的である。フロリダ州のこの海岸ではハリケーン襲来が希であるが、襲来すれば大きな影響を及ぼす。1848年のハリケーンはマデイラビーチとトレジャー島の間にジョン海峡を作った。1921年のハリケーンはホッグ島をハニムーン島とカラデシ島に分けてハリケーン海峡を作った。1985年のハリケーン・エレナはカラデシ島とクリアウォーター・ビーチを繋ぎ、ダンディン海峡を無くした。
バリア諸島とピネラス半島の間には幾つかの水域があり、その間にメキシコ湾内陸水路ができている。北から南に、セントジョセフ・サウンド、クリアウォーター・ハーバー、ボカ・シーガ湾がある。クリアウォーター・ハーバーとボカ・シーガ湾を繋ぐのは浅く、約5.6kmの水路であり「ザ・ナロー」と呼ばれる。インディアンショアーズの町に近い。
ボカ・シーガ湾北東部から延びているのがロング・バイユーであり、ベイパインズ近くでセミノール市とセントピーターズバーグ市を分けている。ロング・バイユーはかつて半島北部まで延びていたが、セミノール湖ができて封じられた。ロング・バイユーのさらに北は、クロス・バイユー運河が半島を横切り、北東のピネラスパークを通った後に、セントピーターズバーグ・クリアウォーター国際空港の北西側でタンパ湾に注いでいる。

#### バリア諸島と海峡
- アンクロートキー、タプロンスプリングス沖、郡最北端
- ハワード公園、1960年代に作られた人工のポケットビーチ
- スリーロッカー砂州、ピネラスバリア諸島の中で地質的に最も新しい
- ハニムーン島
- ハリケーン海峡
- カラデシ島
- ダンディン海峡、1980年代に閉じられ、カラデシ島とクリアウォーター・ビーチとを繋いだ
- クリアウォーター・ビーチ
- クリアウォーター海峡
- サンドキー、バリア諸島の中で最長
- ジョンの海峡
- トレジャー島
- ブラインド海峡
- ロングキー（セントピート・ビーチ）
- パス・ア・グリル海峡
- シェルキー
- ティエラベルデ、シェルキーのタンパ湾側、本土とデソト砦を繋ぐ、浚渫埋め立て工事で造られキャベッジキーやパインキーなど幾つかのキーを繋いだ
- バンセス海峡
- マレットキー、デソト砦があり、郡最南端

### 国立保護地域
- ピネラス国立野生生物保護区

### 州立保護地域
- ハニムーン島州立公園
- カラデシ島州立公園
- アンクロートキー保護地州立公園

### 郡立公園と保護地
| - A・L・アンダーソン公園、ターポンスプリングス市 - ボカ・シーガ百年公園、セミノール市 - ジョン・チェスナット・シニア公園、パーム・ハーバー - イーグル湖公園、ラーゴ市 - デソト砦公園、ティエラベルデ - フレッド・ハワード公園、ターポンスプリングス市 - セミノール湖公園、セミノール市 | - フィリップ公園、セイフティハーバー市 - リッジクレスト公園、ラーゴ市 - サンドキー公園、クリアウォーター市 - ソーグラス湖公園、セントピーターズバーグ市 - ジョン・S・テイラー公園、ラーゴ市 - ウォールスプリングス公園、パーム・ハーバー - ウォルシンガム公園、ラーゴ市 | - 退役兵記念公園、セントピーターズバーグ市 - ブルッカー・クリーク保護地 - モブリー・バイユー保護地 - シェルキー保護地 - ウィードン島保護地 |

### その他の保護地域
- ボイドヒル自然保護地域[25]、セントピーターズバーグ市南部マジョール湖岸0.98 km2の公園、市が運営し、自然会館、猛禽類小屋、様々な生態系が見られる5kmの歩道がある

## 生態系

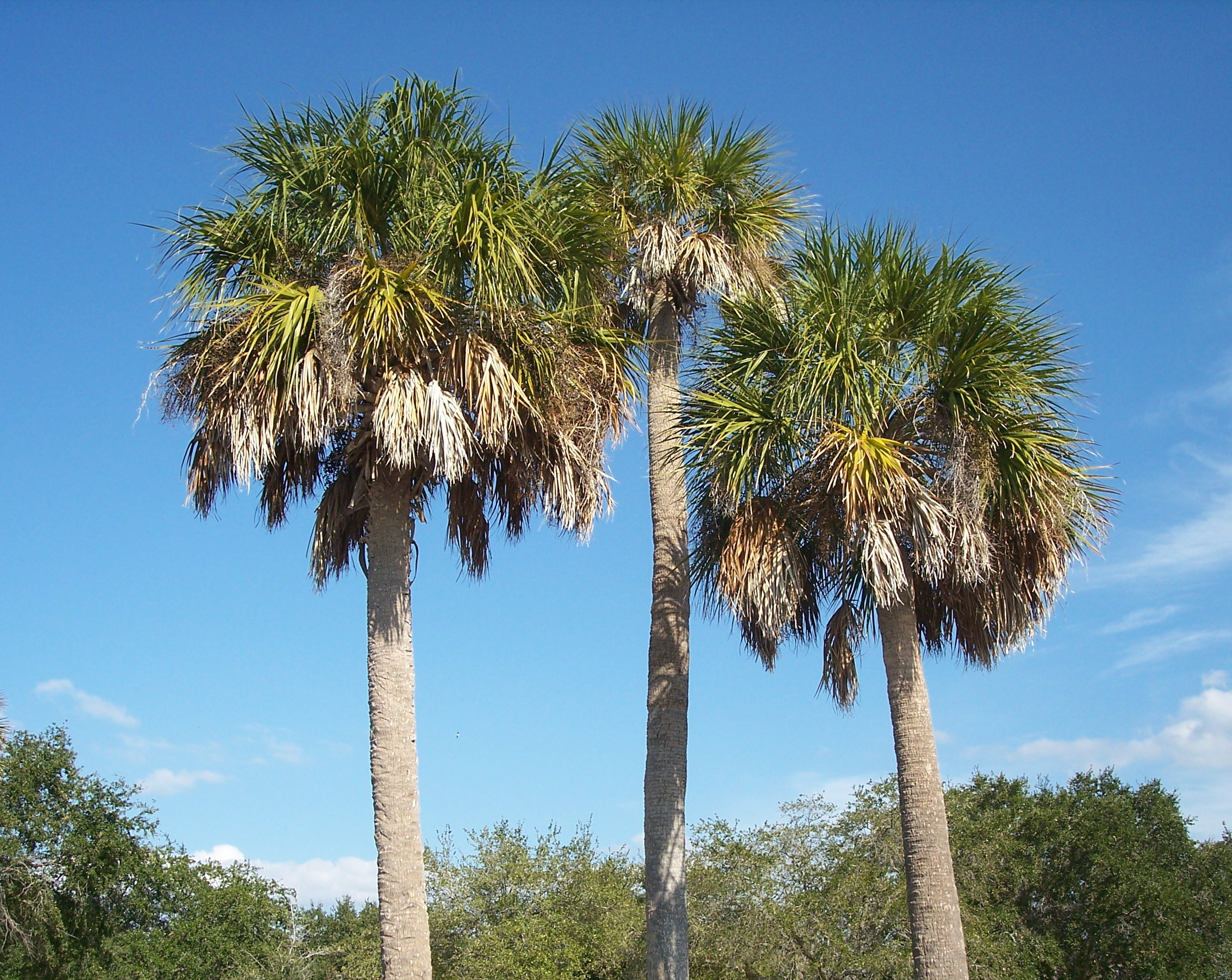
キャベッジ・パーム、フロリダ州の木

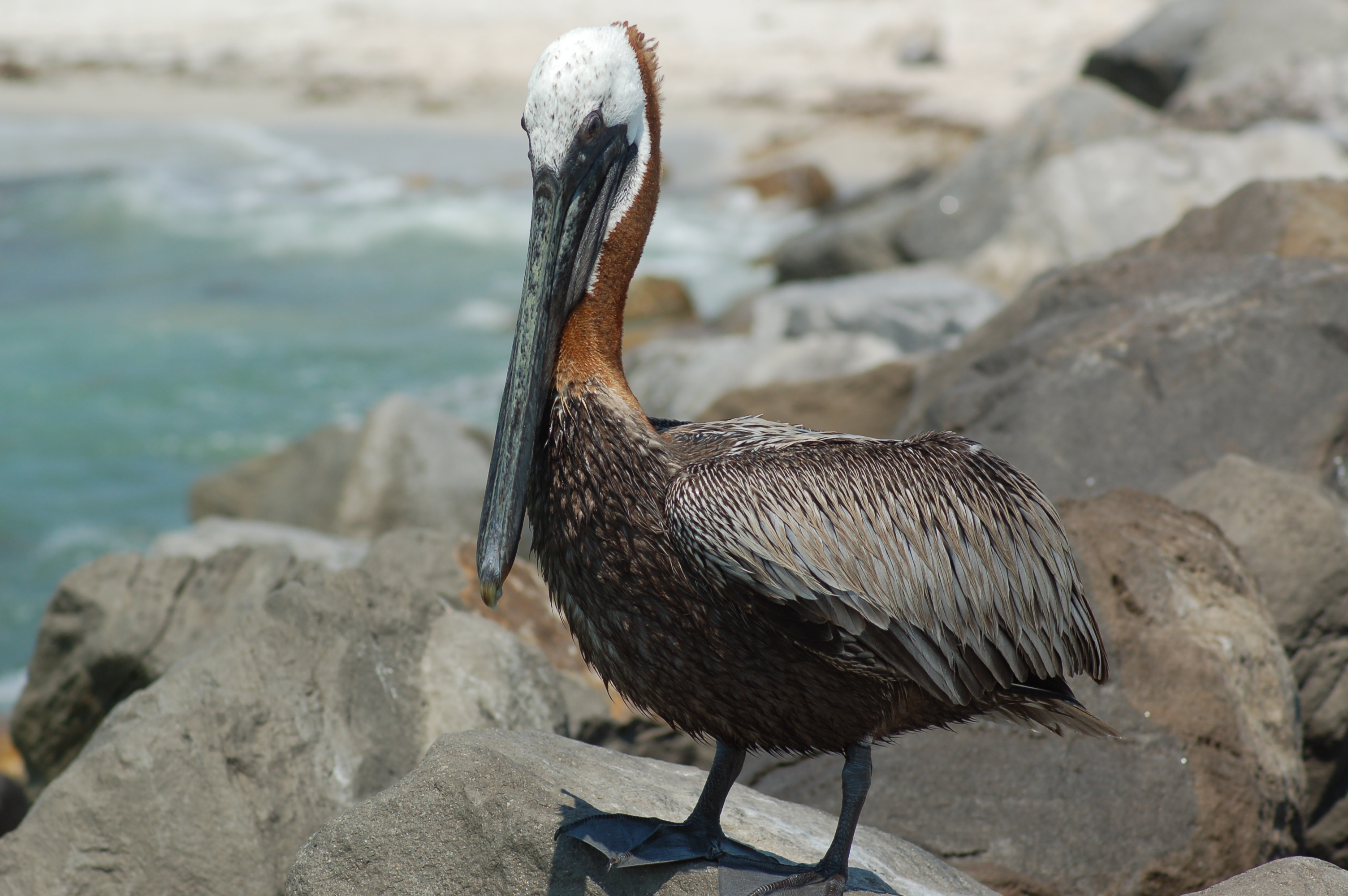
ブラウンペリカン、メキシコ湾岸でよく見られる

### 植物相
淡水湿地（ヌマスギやシダ類）、海岸マングローブ湿地、散在する硬木ハンモック（ローレルオーク、ライブオーク、キャベッジ・パーム、タイサンボク）、低地・悪排水の松林（ダイオウマツとノコギリパルメット）、および良排水高台砂丘（ダイオウマツとターキーオーク）、さらに砂地松の群落（砂地松、ノコギリパルメット、様々なオーク）など、郡内には自然の群落が幾つか存在している。海側ではタンパ湾の入り江、多くのメキシコ湾海草床がある。郡内には幾つか人工の岩礁もある。

### 動物相
ピネラス半島では定着しているもの、冬の渡り鳥多くの種の鳥が見られる。オオアオサギ、シラサギ、シロトキ、ベニヘラサギなど渉禽類、カッショクペリカン、アメリカシロペリカン、ウなどの水鳥、多種の海岸鳥、カモメやスズメのようにどこにでもいる鳥、アオカケス、モッキングバード、カラスなどである。ミサゴがよく見られる猛禽類であり、他にヒメコンドル、アカオノスリ、アメリカワシミミズク、アメリカオオコノハズク、メンフクロウ、ハクトウワシなども見られる。
ゴーファーカメが多くの地域で見られ、それが造る巣穴でキーストーン種になっている。アメリカ合衆国西部に多いコヨーテはピネラスが原産であり、現在も見られる。オジロシカ、野生シチメンチョウ、ボブキャット、カワウソ、アリゲーターも見られる。
海岸やバリア諸島にあるウミガメの巣は開発によって脅かされている。海洋のイルカ、サメ、マナティの数も多いが、近海のアカエイもよく見られ、湾に入るときに「スティングレイ・シャッフル」（近くのエイを驚かすために砂を巻き上げる）行動を行うことで知られている。郡周辺の海域で捕獲される魚類はマダラナガニベ、サケ、アカメ、コバンアジ、シープスヘッド、サワラ、ハタ、ボラ、ヒラメ、キングフィッシュ、ターポンなどがいる。

### 外来種
フロリダ州の大半と同様ピネラス郡には外来種がおり、容易にその生息域（およびその捕食者の領域）を拡大している。よく見られる外来種はサンショウモドキ、ホテイアオイ、トクサバモクマオウ、メラレウカ、エアポテトがある。これらの種は有害物と見なされ、駆除するための様々な手段が採られた。外来動物としてはイノシシがおり、健康や農業に問題を起こしており、ピネラスでも時々見られる。オキナインコは小さな群れを作り、電信柱や通信塔の上に営巣している。
>
外来種で野生のアカゲザルである「タンパ湾のミステリーモンキー」が郡南部で約3年間も逃走して、全国の注目を集めた。誰もどこから来たのかを知らず、タンパベイ・フェイスブックのページには、2012年10月時点で84,000以上のいいねボタンが押された。2010年3月11日放送の「コルベア・レポー」でも取り上げられた。2012年2月時点で、タンパベイ・タイムズに拠ると、このサルはセントピーターズバーグ市内の明かされない場所にある1軒の家背後に半恒久的な住処を持っていた。その住処の近くに住む女性を噛んだことが報じられると、捕獲作戦が展開され、2012年10月下旬に捕獲され、タンパ市北部88,000km2) の動物園、「デイドシティのワイルドシングズ」に送られた。

## 気候

雨期によく見られる積乱雲

ピネラスはタンパ湾の他の地域と同様、温暖湿潤気候にあり、暖かく湿度の高い夏には雷雨が多く、冬は乾燥する。タンパ湾とメキシコ湾にある半島という位置づけにより、大気中には大量の水分を含み、気温が温暖になる。半島のために郡内の平均気温も様々に変化している。半島南部にあるセントピーターズバーグは、北にあるダンディンやパームハーバーよりも最低平均気温が約3度ほど高く、最高気温はあまり変わらない。北部では降雨日が少ないが、年間降水量が多く、南部では特に晩夏に短時間の雷雨が起こりやすい。
氷点下になるのは2、3年に1回であり、氷雨は極めて希である。春は通常短く、温暖で乾燥し、ときとして季節外れの寒冷前線が発生する。夏は最高気温が90°F 台前半 (32 ℃ 前後)、最低気温は70°F台半ば(24 ℃ 前後)で安定し、高湿度とほぼ毎日午後の雷雨がある。夏季（5月から10月）はかなりの降雨があり、年間雨量の3分の2は6月から9月の間に降る。熱帯低気圧やハリケーンの影響を受けることもあるが、1921年以降直撃を受けたことは無い。秋は春と同様に温暖で乾燥し、ハリケーンのシーズンは11月まで伸びることがあり、時として影響を及ぼす。
セントピーターズバーグ市の多くの部分、特に南部のタンパ湾寄りは熱帯性微気候が発生する。ロイヤル椰子やココナツ椰子など熱帯樹、マンゴーなど果樹がこの微気候の中で生育する。
| セントピーターズバーグの気候 | セントピーターズバーグの気候 | セントピーターズバーグの気候 | セントピーターズバーグの気候 | セントピーターズバーグの気候 | セントピーターズバーグの気候 | セントピーターズバーグの気候 | セントピーターズバーグの気候 | セントピーターズバーグの気候 | セントピーターズバーグの気候 | セントピーターズバーグの気候 | セントピーターズバーグの気候 | セントピーターズバーグの気候 | セントピーターズバーグの気候 |
| 月                           | 1月                          | 2月                          | 3月                          | 4月                          | 5月                          | 6月                          | 7月                          | 8月                          | 9月                          | 10月                         | 11月                         | 12月                         | 年                           |
| ---------------------------- | ---------------------------- | ---------------------------- | ---------------------------- | ---------------------------- | ---------------------------- | ---------------------------- | ---------------------------- | ---------------------------- | ---------------------------- | ---------------------------- | ---------------------------- | ---------------------------- | ---------------------------- |
| 平均最高気温 °F （°C）       | 69.3 (20.7)                  | 70.7 (21.5)                  | 75.2 (24)                    | 80 (27)                      | 85.8 (29.9)                  | 89.2 (31.8)                  | 90.2 (32.3)                  | 89.9 (32.2)                  | 88.2 (31.2)                  | 83 (28)                      | 76.6 (24.8)                  | 71.1 (21.7)                  | 80.8 (27.1)                  |
| 平均最低気温 °F （°C）       | 54 (12)                      | 55.2 (12.9)                  | 59.7 (15.4)                  | 64.6 (18.1)                  | 70.8 (21.6)                  | 75.2 (24)                    | 76.6 (24.8)                  | 76.8 (24.9)                  | 75.8 (24.3)                  | 70 (21)                      | 62.9 (17.2)                  | 56.3 (13.5)                  | 66.5 (19.2)                  |
| 雨量 inch （mm）             | 2.76 (70.1)                  | 2.87 (72.9)                  | 3.29 (83.6)                  | 1.92 (48.8)                  | 2.80 (71.1)                  | 6.09 (154.7)                 | 6.72 (170.7)                 | 8.26 (209.8)                 | 7.59 (192.8)                 | 2.64 (67.1)                  | 2.04 (51.8)                  | 2.60 (66)                    | 49.58 (1,259.3)              |
| 平均降雨日数                 | 6.3                          | 6.1                          | 6.1                          | 4.2                          | 5                            | 10.3                         | 13.5                         | 14.2                         | 12                           | 5.9                          | 5                            | 5.5                          | 94.1                         |
| 出典：NOAA                   |                              |                              |                              |                              |                              |                              |                              |                              |                              |                              |                              |                              |                              |

| ダンディンの気候       | ダンディンの気候 | ダンディンの気候 | ダンディンの気候 | ダンディンの気候 | ダンディンの気候 | ダンディンの気候 | ダンディンの気候 | ダンディンの気候 | ダンディンの気候 | ダンディンの気候 | ダンディンの気候 | ダンディンの気候 | ダンディンの気候 |
| 月                     | 1月              | 2月              | 3月              | 4月              | 5月              | 6月              | 7月              | 8月              | 9月              | 10月             | 11月             | 12月             | 年               |
| ---------------------- | ---------------- | ---------------- | ---------------- | ---------------- | ---------------- | ---------------- | ---------------- | ---------------- | ---------------- | ---------------- | ---------------- | ---------------- | ---------------- |
| 平均最高気温 °F （°C） | 69 (21)          | 72 (22)          | 75 (24)          | 80 (27)          | 85 (29)          | 89 (32)          | 90 (32)          | 90 (32)          | 88 (31)          | 83 (28)          | 77 (25)          | 71 (22)          | 80.75 (27.08)    |
| 平均最低気温 °F （°C） | 50 (10)          | 53 (12)          | 57 (14)          | 62 (17)          | 68 (20)          | 73 (23)          | 75 (24)          | 75 (24)          | 72 (22)          | 66 (19)          | 59 (15)          | 53 (12)          | 63.58 (17.54)    |
| 雨量 inch （mm）       | 2.99 (75.9)      | 3.05 (77.5)      | 3.81 (96.8)      | 2.37 (60.2)      | 2.02 (51.3)      | 6.69 (169.9)     | 8.09 (205.5)     | 8.32 (211.3)     | 6.99 (177.5)     | 3.31 (84.1)      | 2.15 (54.6)      | 2.95 (74.9)      | 52.74 (1,339.6)  |
| 平均降雨日数           | 4.3              | 3.9              | 4.5              | 3.4              | 3.6              | 9.6              | 11               | 11.6             | 8.3              | 4.1              | 3.2              | 3.6              | 71.1             |
| 出典：Weather Channel  |                  |                  |                  |                  |                  |                  |                  |                  |                  |                  |                  |                  |                  |

## 人口動態
以下は2010年国勢調査による人口統計データである。
| 基礎データ - 人口: 916,542人 - 世帯数: 405,649 世帯 - 家族数: 234,268 家族 - 人口密度: 1,292人/km2（3,348人/mi2）（フロリダ州1位） - 住居数: 503,634軒 - 住居密度: 695軒/km2（1,799軒/mi2） 人種別人口構成 - 白人: 82.1% - アフリカン・アメリカン: 10.3% - ネイティブ・アメリカン: 0.3% - アジア人: 3.0% - 太平洋諸島系: 0.1% - その他の人種: 2.0% - 混血: 2.2% - ヒスパニック・ラテン系: 8.0% 年齢別人口構成 - 18歳未満: 17.3% - 18-24歳: 7.6% - 25-44歳: 23.1% - 45-64歳: 30.8% - 65歳以上: 21.2% - 年齢の中央値: 46歳 - 性比（女性100人あたり男性の人口） - 総人口: 92 | 世帯と家族（対世帯数） - 18歳未満の子供がいる: 22.2% - 結婚・同居している夫婦: 40.3% - 未婚・離婚・死別女性が世帯主: 11.9% - 非家族世帯: 43.7% - 単身世帯: 35.4% - 65歳以上の老人1人暮らし: 15.1% - 平均構成人数 - 世帯: 2.16人 - 家族: 2.79人 学歴（25歳以上） - 高校卒以上: 87.8% （フロリダ州: 84.9%） - 学士以上: 26.7%（フロリダ州: 25.6%） 収入と家計 - 収入の中央値 - 世帯: 37,111米ドル - 家族: 46,925米ドル - 性別 - 男性: 32,264米ドル - 女性: 26,281米ドル - 人口1人あたり収入: 23,497米ドル - 貧困線以下 - 対人口: 10.0% - 対家族数: 6.7% - 18歳未満: 13.9% - 65歳以上: 8.2% |

.
ピネラス郡はフロリダ州で6番目、国内53番目に人口の多い郡であり、ワイオミング州、モンタナ州、デラウェア州、サウスダコタ州、アラスカ州、ノースダコタ州、バーモント州およびコロンビア特別区よりも多い。2010年国勢調査による人口密度は3,347.5 人/mi2（1,292人/km2）であり、州内では第1位である。州内第2位のブロワード郡と比べても2倍以上であり、州平均の350 人/mi2（135人/km2）とはほぼ10倍の開きがある。

## 都市と町

ピネラス郡の法人化自治体、番号は左のリストに対応

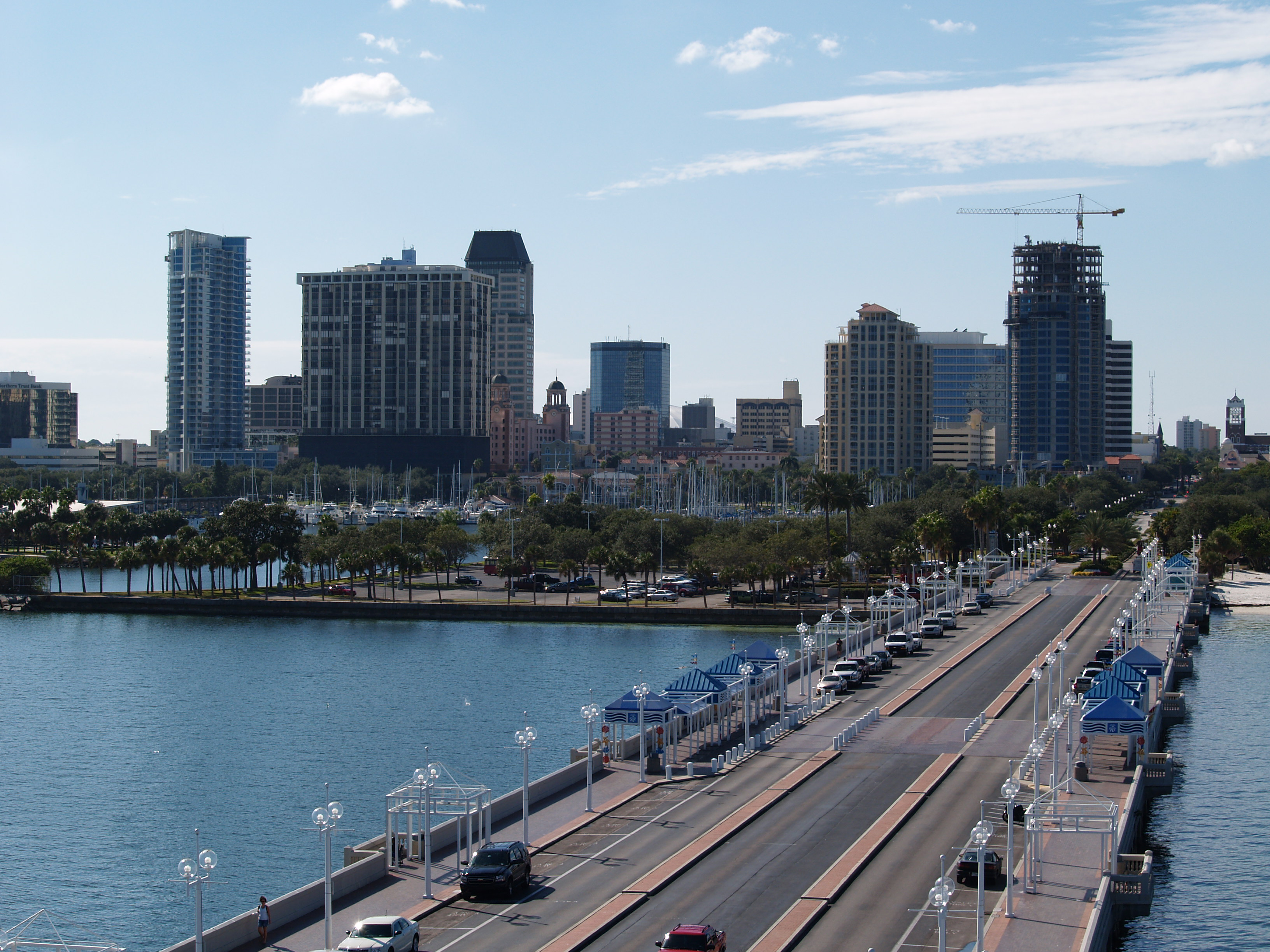
セントピーターズバーグ桟橋から見た市のスカイライン

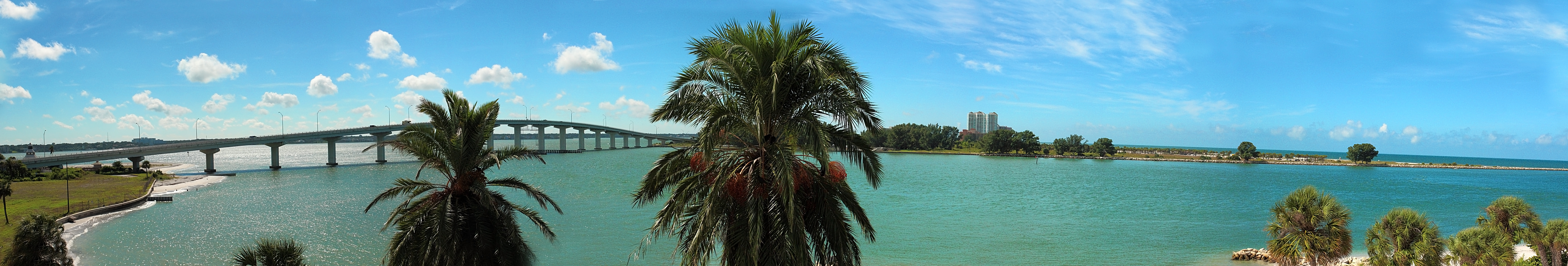
クリアウォーター・ビーチからクリアウォーター海峡を望む

### 法人化自治体
1. ベルエア町
2. ベルエアビーチ市
3. ベルエアブラフス市
4. ベルエアショア町
5. クリアウォーター市 - 郡庁所在地
6. ダニディン市
7. ガルフポート市
8. インディアンロックスビーチ市
9. インディアンショアーズ町
10. ケネスシティ町
11. ラーゴ市
12. マデイラビーチ市
13. ノースレディントンビーチ町
14. オールズマー市
15. ピネラスパーク市
16. レディントンビーチ町
17. レディントンショアーズ町
18. セイフティハーバー市
19. セミノール市
20. サウスパサデナ市
21. セントピートビーチ市
22. セントピーターズバーグ市
23. ターポンスプリングス市
24. トレジャーアイランド市

### 国勢調査指定地域
| - バードムーア - ベイパインズ - ベアクリーク - イーストレイク - フェザーサウンド - グリーンブライア - ハーバーブラフス | - リールマン - パームハーバー - リッジクレスト - サウスハイポイント - ティエラベルデ - ウェストリールマン |

### 未編入の町
| - バスキン - ガンディ - ハイポイント | - オークハースト - セミノールパーク - ウォルシンガム |

### 未編入の町（パームハーバーの一部）
| - クリスタルビーチ - カールー - イニスブルック | - オゾナ - セントジョージ - ウォールスプリングス |

## 政治

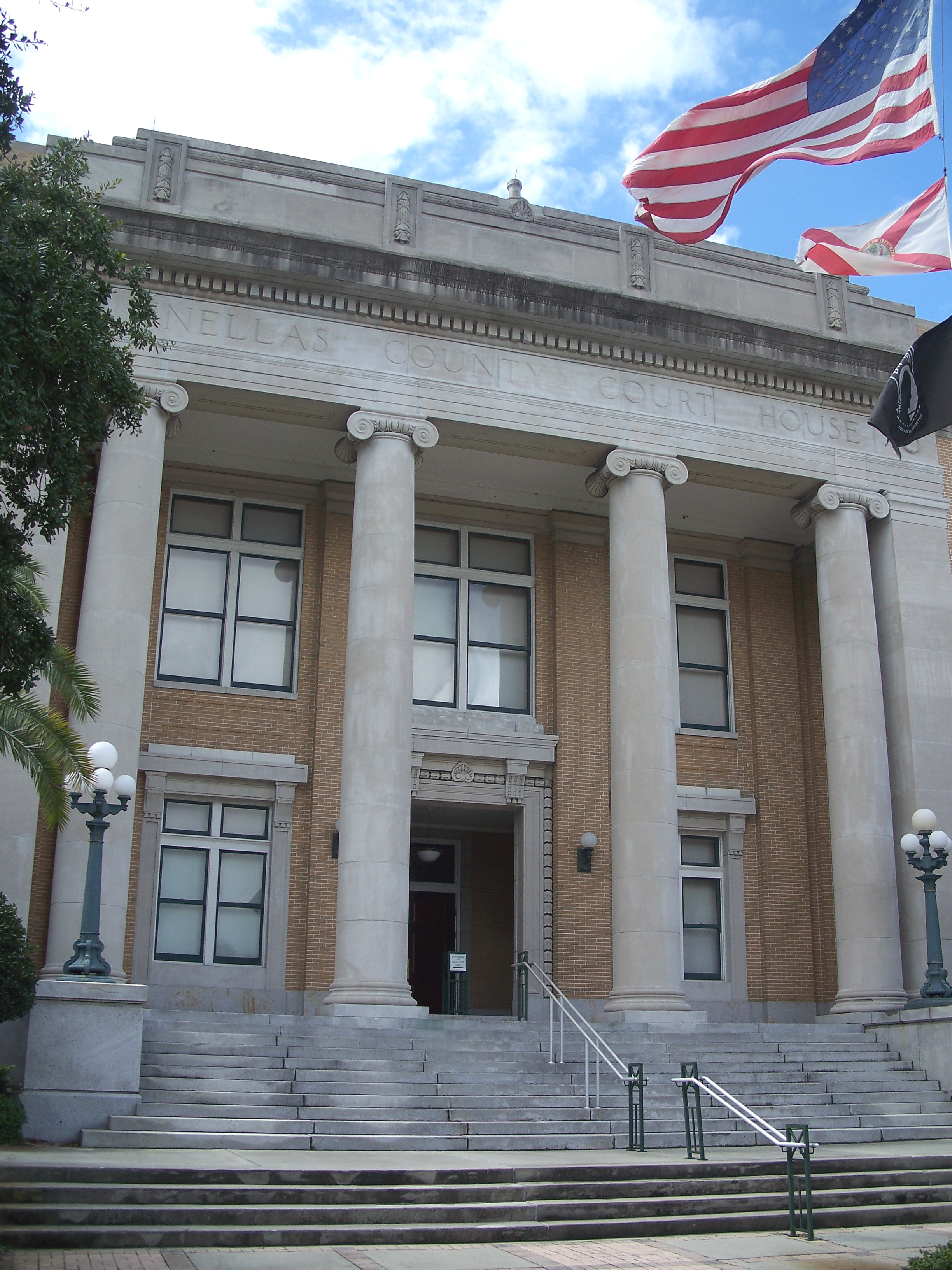
クリアウォーター市にある旧ピネラス郡庁舎

郡政委員会がフロリダ州憲法の下に郡内全ての未編入領域を統治し、条例の採択、郡予算の承認、税率の設定、行政サービスの提供の権限がある。郡内の自治体は独自の事情については統治するが、特殊サービスについては郡に要請できる。郡管理官は郡政委員会に指名され、報告義務があり、日々の管理の大半を監督する。
郡政委員は、郡全体から選出される者3人と、小選挙区から選出される者4人、合計7人で構成され、議長は互選される。
郡政府のウェブサイトはその先見的な情報公開に対して、2010年にサンシャイン・レビューから「サニー賞」を送られた。
国政においては、タンパ湾からオーランドに広がるI-4回廊に属し、国内随一の接戦州であるフロリダ州の中でも重要な接戦郡である。リベラル派の多い大都市（セントピーターズバーグ市）と郊外部、保守的な北部と海岸部に分かれている。2012年アメリカ合衆国大統領選挙では、バラク・オバマが238,367票、52%を獲得し、ミット・ロムニーの212,866票、46.5%を制した。これは2008年の結果よりも僅差になっていた（オバマが53%、ジョン・マケインが45%）。2004年は共和党に振れ、ジョージ・W・ブッシュが50%、ジョン・ケリーが49.51%と大接戦を演じた。
2012年のアメリカ合衆国上院議員選挙では、現職ビル・ネルソンを59%が支持して、州全体の55%を上回り、再選を助けた。2010年の上院議員選挙では共和党州知事のチャーリークリストが独立系候補として出馬し、ピネラス郡では42%を獲得して共和党と民主党の候補を上回って第1位になった。このような郡は他に3郡あるだけだった。州全体では共和党候補が当選した。
アメリカ合衆国下院ではフロリダ州第10、第11、第12選挙区に入っており、共和党2人、民主党1人を送り出している。
州レベルでは、上院の第19、第20、第22選挙区に属し、やはり共和党2人、民主党1人を送り出している。下院では第64から第70の選挙区に属し、共和党4人、民主党3人を送り出している。
| 年     | 民主党        | 共和党        |
| ------ | ------------- | ------------- |
| 2008年 | 53.6% 248,299 | 45.3% 210,066 |
| 2004年 | 49.5% 225,460 | 49.6% 225,686 |
| 2000年 | 50.3% 200,657 | 46.4% 184,849 |
| 1996年 | 49.1% 184,748 | 40.4% 152,155 |
| 1992年 | 38% 160,528   | 37.6% 159,121 |
| 1988年 | 41.7% 152,420 | 57.8% 211,049 |
| 1984年 | 34.8% 128,574 | 65.2% 240,612 |
| 1980年 | 40.1% 138,428 | 53.8% 185,728 |
| 1976年 | 48.0% 141,879 | 50.8% 150,003 |
| 1972年 | 30.0% 77,197  | 69.8% 179,541 |
| 1968年 | 32.3% 68,209  | 51.7% 109,235 |
| 1964年 | 55.0% 98,381  | 45.0% 80,414  |
| 1960年 | 36.31% 58,054 | 63.7% 101,779 |

## 教育

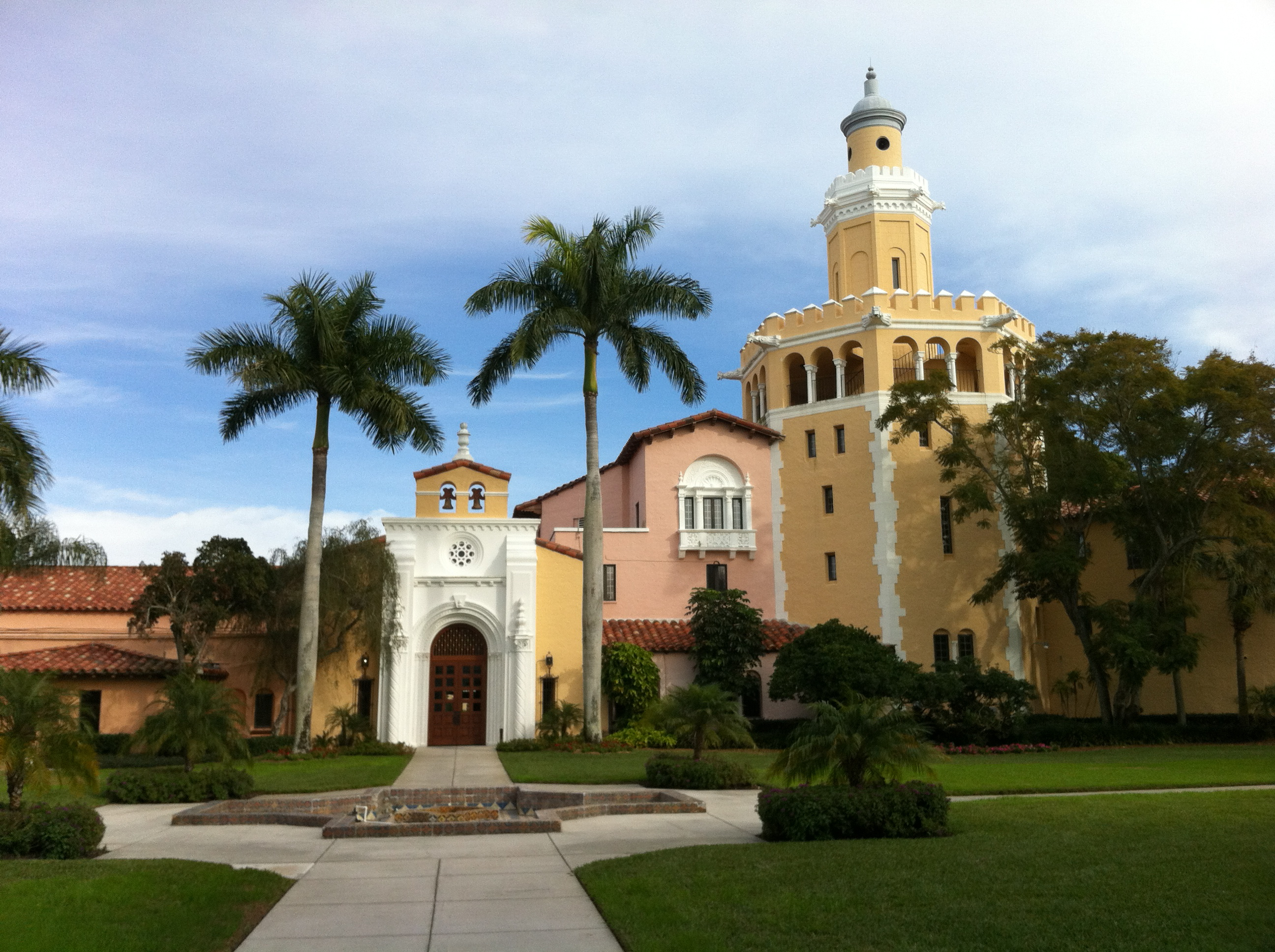
ガルフポート市にあるステットソン大学法学校

### 初等中等教育
郡内の公共教育はピネラス郡教育学区が管轄している。この地区は国内第24位の大きさであり、小学校72校、中学校17校、幼稚園生から8年生の学校2校、高校17校、その他17の機関が含まれ合計143校ある。幼稚園生から12年生までの仮想学校も運営している。学区内の高校2校は雑誌ニューズウィークの「アメリカのベスト高校」2012年リストに入っている。
学術的に進んだあるいは天分の才がある個人には、多くの特別コースも提供している。
郡内にはアドミラル・ファラガット・アカデミーなど著名な私立学校もある。

### 高等教育
郡内の高等教育機関としては、エッカード・カレッジ、南フロリダ大学セントピーターズバーグ校、複数キャンパスのセントピーターズバーグ・カレッジ、ガルフポート市にあるステットソン大学法学校、クリアウォーター・クリスチャン・カレッジがある。シラー国際大学の主キャンパスがラーゴ市にある。

### 図書館
ピネラス郡公共図書館組合がその構成する15館で、共同活動、予算と情報、相互融通を行っている。

## 経済
20世紀初期までピネラス郡では農業が単一の重要産業であり、最良の土地の多くが柑橘類の生産に振り向けられた。牛の牧畜がもう一つの主要産業だった。1885年、アメリカ医学会がピネラス半島を「地球上で最も健康的な所」と宣言したことで、観光業の成長に拍車を駆けた。
今日でも観光が主要産業であり、タンパ湾の気候、白砂の海浜、さらに多くの文化的魅力で、2010年だけでも500万人以上の観光客を惹きつけている。
医療や事業サービス、教育などサービス産業は郡内で20万人以上を雇用しており、売り上げは190億米ドルを生み出している。その他の主要産業では小売り業があり、10万人近い従業員を抱え、飲食業、バー、小売店などで2010年では120億米ドルを挙げた。金融、保険、不動産関連でも約44,000人を雇用し、85億米ドルを売り上げた。
2009年時点の大規模雇用主は次の通りだった。
- ピネラス郡教育学区（公共、従業員数13,905人、本部はラーゴ市）
- ホームショッピング・ネットワーク（民間、従業員数4,000人、本部はセントピーターズバーグ市）
- ピネラス郡政府（公共、従業員数4,000人、本部はクリアウォーター市）
- セントピーターズバーグ市（公共、従業員数3,500人）
- タイムズ出版社（民間、従業員数3,187人、本部はセントピーターズバーグ市）
- レイモンド・ジェイムズ・フィナンシャル（民間、従業員数3,022人、セントピーターズバーグ市）
- ピネラス郡保安官事務所（公共、従業員数2,800人、本部はラーゴ市）
- ニールセン・メディア・リサーチ（民間、従業員数2.669人、本部はオールズマー市）
- モートン・プラント病院（民間、従業員数2,448人、本部はクリアウォーター市）
- ベイパインズVA医療センター（公共、従業員数2,330人、セントピーターズバーグ市）

## 文化とスポーツ

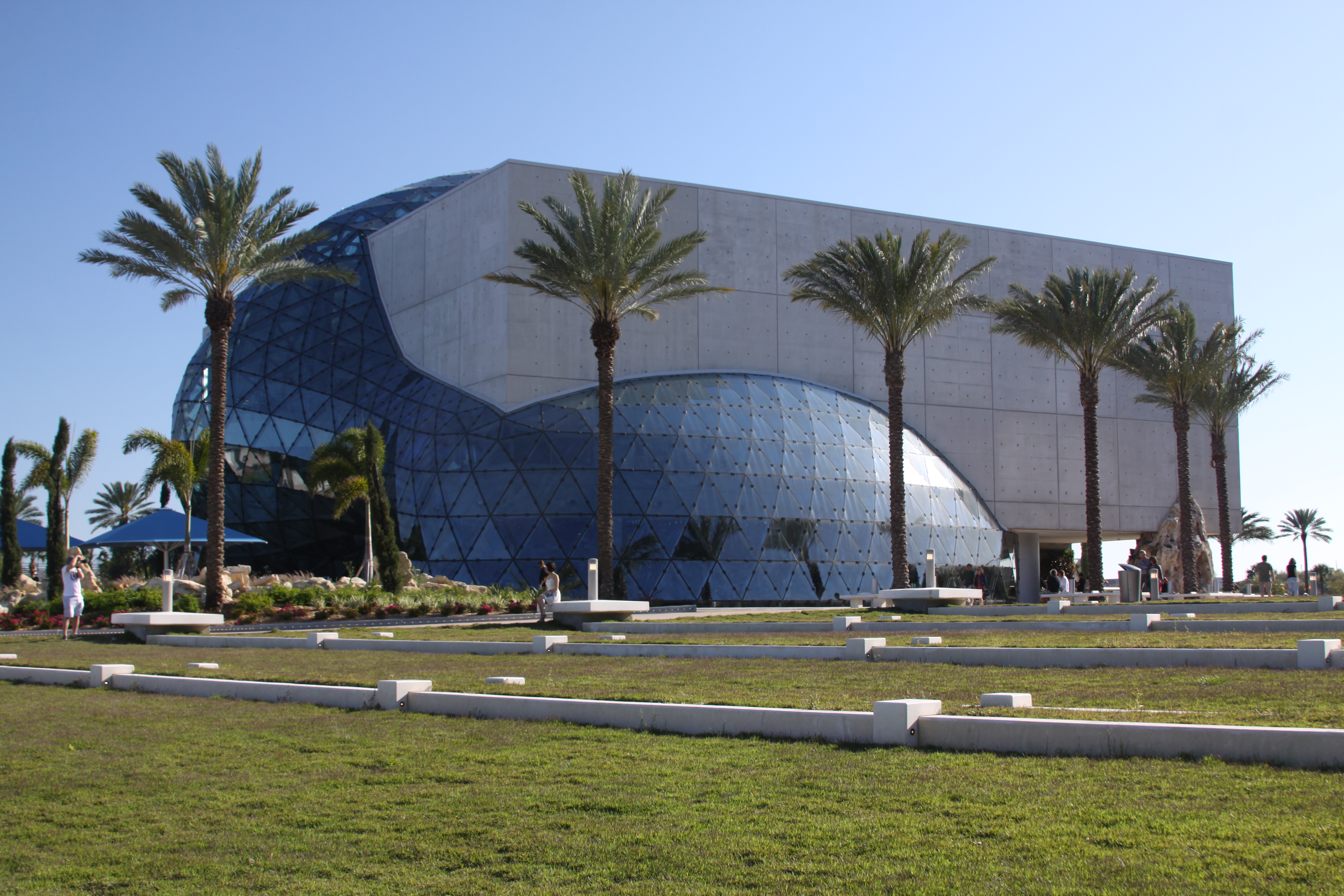
サルバドール・ダリ美術館

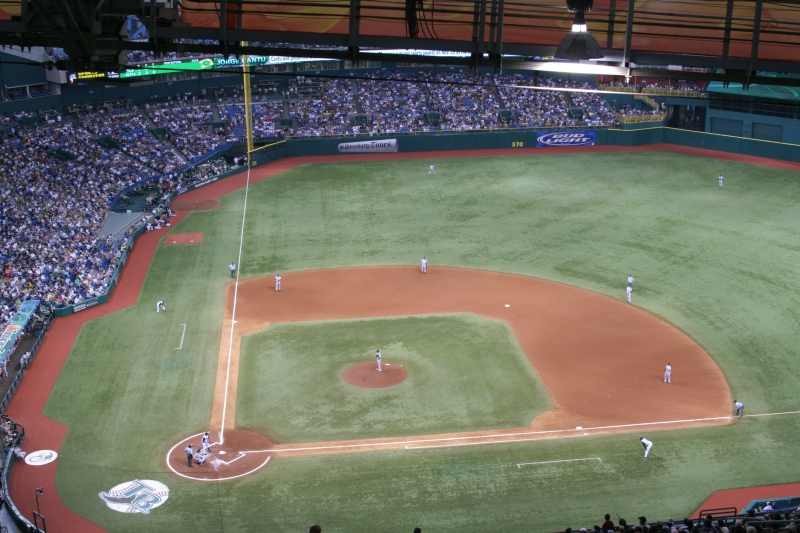
トロピカーナ・フィールド、タンパベイ・レイズの本拠地

### 博物館
- ミュージアム・オブ・ファインアーツ、セントピーターズバーグ市中心街桟橋近く
- サルバドール・ダリ美術館、セントピーターズバーグ市中心街
- フロリダ国際博物館セントピーターズバーグ・カレッジ、セントピーターズバーグ市中心街
- フロリダ・ホロコースト博物館、セントピーターズバーグ市中心街
- モーリアン芸術センター、セントピーターズバーグ市中心街
- ドクター・カーター・G・ウッドソン・アフリカ系アメリカ人博物館、セントピーターズバーグ市中心街
- リーパ・ラットナー美術館、セントピーターズバーグ・カレッジのターポンスプリングス・キャンパス

### スポーツ
タンパ湾地域には3つのメジャースポーツ・チームと、5つのマイナーリーグおよびカレッジスポーツのチームがある。その試合を行う特定都市に関係なく、すべてのプロスポーツ・チームは「タンパベイ」を名乗り、地域全体を代表している。
メジャーリーグベースボールのタンパベイ・レイズはセントピーターズバーグ市のトロピカーナ・フィールドを本拠地としており、NFLのタンパベイ・バッカニアーズとNHLのタンパベイ・ライトニングはどちらも近くのタンパ市で試合を行っている。
MLBのフィラデルフィア・フィリーズはクリアウォーター市のブライトハウス・フィールドで、トロント・ブルージェイズはダニディン市のダニディン・スタジアムで春季キャンプを張っている。
マイナーリーグでは、クリアウォーター・スレッシャーズがブライトハウス・フィールドで、ダニディン・ブルージェイズがダニディン・スタジアムで試合を行う。
北米サッカーリーグのタンパベイ・ローディーズがセントピーターズバーグ市のプログレス・エナジー・パークでプレイしている。

### 劇場
- ルス・エッカード・ホール、クリアウォーター市
- マハフィー劇場、セントピーターズバーグ市
- パラディウム劇場、セントピーターズバーグ市
- ジャヌス・ランディング、セントピーターズバーグ市

### オーケストラ
- フロリダ・オーケストラはルス・エッカード・ホール、マハフィー劇場、およびタンパ市のストラス芸能センターで公演を行っている。

### 文化・スポーツ行事
- クリアウォーター・ジャズホリデイ[47]、クリアウォーター市中心街のコーチマン公園で毎年10月に開催、既に32年間継続
- ホンダ・グランプリ・オブ・セントピーターズバーグ、毎年春にセントピーターズバーグ市中心街ウォーターフロントで開催

### レクリエーション地域
- スカイウェイ釣り桟橋州立公園、最初のサンシャイン・スカイウェイ橋アプローチの残骸、世界最長の釣り桟橋
- フレッド・マルキス・ピネラス・トレイル、全長59kmのランニングと自転車の道、元はターポンスプリングスとセントピーターズバーグを繋いでいた鉄道の路床

他に人気のある釣り場所として、クリアウォーター市の60桟橋、デソト砦公園のベイ桟橋があり、他にも橋沿い、海峡など無数に好適地がある。
海岸の地形はメキシコ湾岸に長いバリア諸島があり、大小様々のマングローブ島が点在し、あらゆるレベルのカヤック乗りが楽しめる水の道がある。郡はメキシコ湾岸に人工岩礁を維持しており、釣りやスキューバダイビングに人気のあるスポットになっている。
ターポン湖とセミノール湖という2つの大きな湖は、水上スキー、ジェットスキー、ヨットや釣り、カヤックなどで人気がある。
デソト砦公園の北海浜とカラデシ島は、「ドクタービーチ」によって、アメリカのトップ海浜に挙げられてきた。

### その他興味あるポイント
セントピーターズバーグ市オールド・ノースイースト、セントピートビーチのパス・ア・グリル、クリアウォーター市のハーバーオークス、ターポンスプリングス歴史地区は特に昔からの歴史ある町であり、著名で歴史的な建築物が立っている。
ファーマーズマーケットが開催されており、セントピーターズバーグ市の土曜の朝市は大勢の客を集め、その他郡内各地で毎週開催されるマーケットも次第に人気を高めている。
セントピーターズバーグ市とダニディン市中心街と、特にクリアウォータービーチなど海浜の多くは活発なナイトライフを楽しめる。
郡内では他にも多くの小さな地元歴史博物館が運営されている。パス・ア・グリルのガルフ・ビーチズ歴史博物館、セントピーターズバーグ市ウォーターフロントのセントピーターズバーグ歴史博物館、パームハーバーの北ピネラス歴史博物館は全て、観客に地域の歴史を垣間見せてくれる。
ラーゴ市のパインウッド文化公園の一部であるフロリダ植物園、セントピーターズバーグ市が運営している元観光地のサンクン庭園と2つの植物園がある。
インディアンショアーズにはサンコースト海鳥生息域があり、現在では国内最大の非営利野鳥病院がある。世界でもトップレベルの鳥類リハビリ施設と見なされている。この生息域では様々な種の鳥が観察され、365日無料で公開されている。
クリアウォータービーチにはクリアウォーター海洋水族館があり、傷ついた海洋動物の救助、リハビリ、解放と、大衆教育を行う非営利施設である。ここの最もよく知られた長期住人はバンドウイルカのウィンターであり、その尾がカニかごに捕まっていたのを助けた2005年12月からここで暮らしている。ウィンターはその傷によって尾を失うことになった。クリアウォーター海洋水族館が人工の尾をウィンターに付けたことは世界中の注目を集めた。2011年の映画『イルカと少年』はウィンターを題材にしており、クリアウォーター海洋水族館で一部の撮影が行われた。
ターポンスプリングスの沖、アンクロートキーの南端には、1887年に建てられたアンクロートキー灯台がある。現在ピネラス郡で唯一の機能している灯台であり、タンパ湾地域でも2つしかない。1984年に一旦役目を終えたが、2003年に修復され、2013年時点でも利用されている。この島にはアンクロートキー保護地州立公園があり、民間の船でのみ行くことができる。
ダニディン市には州内最古の地ビール工場、ダニディン・ブリュワリーがある

## メディア
タンパ湾地域としてのピネラス郡は国内第14位のテレビ市場であり、地元14のテレビ局と様々なケーブルテレビ局が放送を流している。FMラジオとAMラジオも70以上の局があって国内第19位であり、聴取者を取り合っている。
主要な日刊紙としては「タンパベイ・タイムズ」と「ザ・タンパ・トリビューン」がある。タイムズは人口が多い地域に tbt*という無料の日刊タブロイド紙も配布している。「クリエイティブ・ローフィング」が主要な隔週誌である。iLovetheBurg.comはオンラインの情報誌であり、賞も受賞した。

### ピネラス郡で撮影あるいは舞台とした映画
- オプションズ- (2012年) - 一部をターポンスプリングスで撮影
- スプリング・ブレイカーズ- (2013年封切)
- サンライト・ジュニア- (2012年)
- マジック・マイク- (2012年)
- イルカと少年 (2011年)- クリアウォーター海洋水族館で撮影、舞台
- イモータル・アイランド (2011年)
- フォンダー・ハート (2011年)- クリアウォーターで撮影
- ミスコンセプションズ (2008年)- エッカード・カレッジで撮影
- さよなら。いつかわかること (2007年)- デソト砦で撮影
- パニッシャー (2004年)- デソト砦とサンシャイン・スカイウェイ橋で撮影
- アメリカン・アウトローズ (2001年)- デソト砦で撮影
- オーシャンズ11 (2001年)- 一場面がセントピーターズバーグ市のダービーレーン・グレイハウンドトラックで撮影
- 大いなる遺産 (1998年)- セントピーターズバーグ市のデソト砦公園で撮影
- リーサル・ウェポン3 (1992年)- セントピーターズバーグ市のソレノ・ホテルで撮影
- コクーン (1985年)- セントピーターズバーグ市で撮影、舞台
- ワンス・アポン・ア・タイム・イン・アメリカ (1984年)- セントピートビーチの歴史あるドン・シーザー・ホテルで撮影

## 救急活動

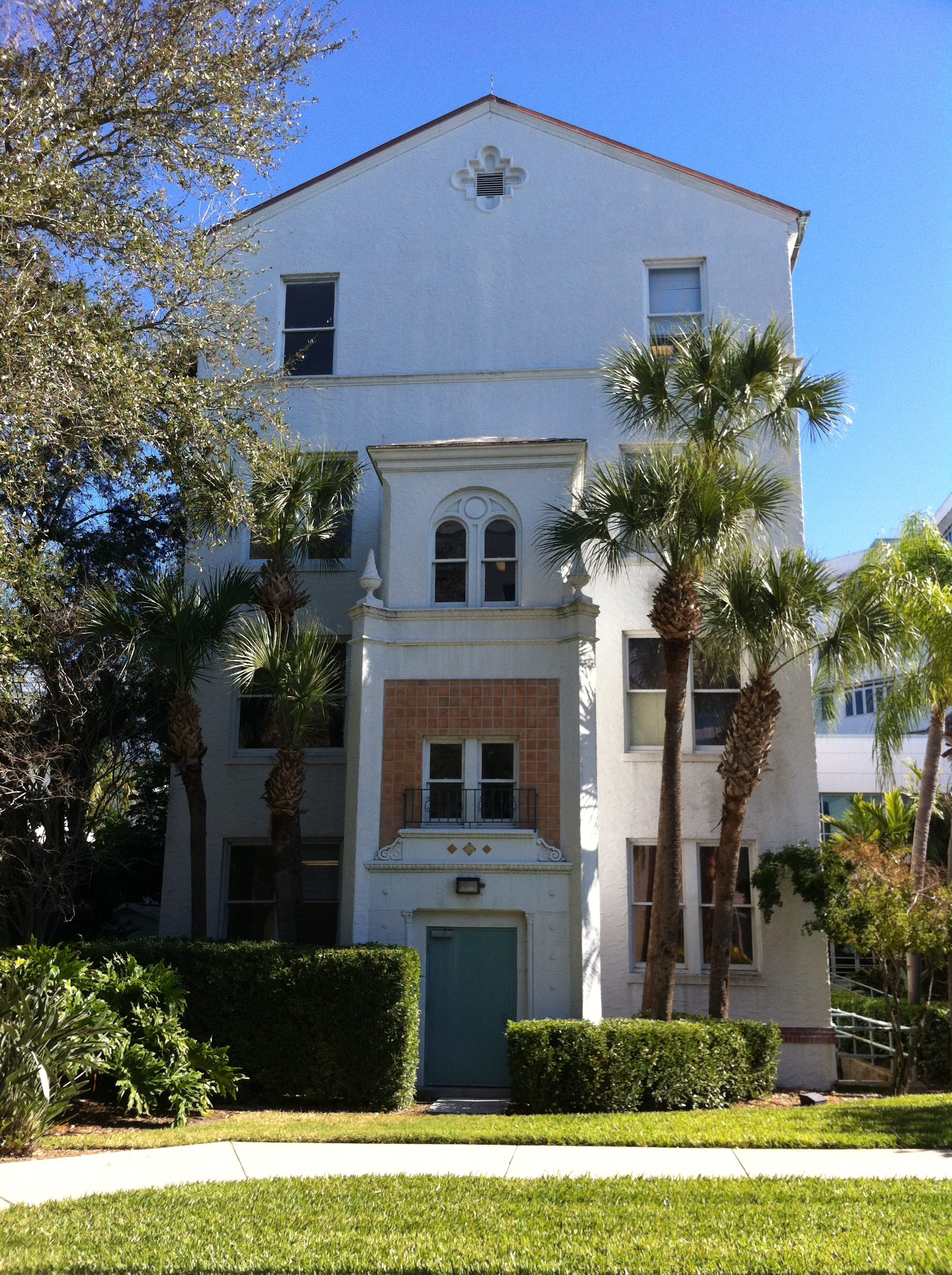
セントピーターズバーグの当初のマウンドパーク病院、この地にベイフロント医療センターが建設された

セントピーターズバーグ消防署など郡内には19の消防署がある。警察組織はピネラス郡保安官事務所や、クリアウォーター警察署など、11の組織がある。
病院は、セントピーターズバーグ市内に子供たちすべての病院、ベイフロント医療センター、パームズ・オブ・パサデナ病院など、クリアウォーター市内にミース・カントリーサイド病院、モートン・プラント病院など、他の各市にも総合病院がある。

### 政府関連
- Pinellas County Government / Board of County Commissioners
- Pinellas County Property Appraiser
- Pinellas County Supervisor of Elections
- Pinellas County Tax Collector
- Pinellas County Parks Department

### 特殊地区
- Pinellas County School District
- Southwest Florida Water Management District

### 警察
- Pinellas County Sheriff's Office

### 司法関連
- Clerk of the Circuit Court, Pinellas County
- Public Defender for the 6th Judicial Circuit serving Pinellas and Pasco Counties
- Office of the State Attorney, 6th Judicial Circuit
- Circuit and County Court for the 6th Judicial Circuit of Florida

### 大量輸送機関
- Pinellas Suncoast Transit Authority

### 図書館
- Pinellas Public Library Cooperative

### 企画と開発
- Pinellas Planning Council
- Pinellas County Economic Development
- Metropolitan Planning Organization
- Pinellas On Track
- Pinellas County GIS Maps

### その他
- Pinellas Indicators A website for viewing and downloading geographically referenced statistics for Pinellas County
- Visit St. Petersburg-Clearwater The official visitor website of Pinellas County Convention and Visitors Bureau
- Pinellas County Historical Society
- USF Map Database Hillsborough County Maps from when Pinellas was part of Hillsborough
- USF Map Database Maps of early Pinellas County
- UF IFAS Extension in Pinellas County
- The Florida Botanical Gardens
- Pinellas County Master Gardener Program
- Pinellas News, newspaper with full text and full pages images from the Florida Digital Newspaper Library
- Gabber, newspaper with full text and full pages images from the Florida Digital Newspaper Library
- Pinellas Watershed Excursion interactive guide

座標: 北緯27度54分 西経82度44分 / 北緯27.90度 西経82.74度